# Llista d'asteroides (454001-455000)
Llista d'asteroides del 454.001 al 455.000, amb data de descoberta i descobridor. És un fragment de la llista d'asteroides completa. Als asteroides se'ls dona un número quan es confirma la seva òrbita, per tant apareixen llistats aproximadament segons la data de descobriment.

## 454001–454100
| Nom    | Designació provisional | Data de descobriment   | Lloc de descobriment | Descobridor/s        |
| ------ | ---------------------- | ---------------------- | -------------------- | -------------------- |
| 454001 | 2012 DT5               | 12 d'octubre de 2010   | Mount Lemmon         | Mt. Lemmon Survey    |
| 454002 | 2012 DU5               | 26 de setembre de 2009 | Mount Lemmon         | Mt. Lemmon Survey    |
| 454003 | 2012 DH7               | 16 de març de 2008     | Kitt Peak            | Spacewatch           |
| 454004 | 2012 DD19              | 11 d'abril de 2008     | Mount Lemmon         | Mt. Lemmon Survey    |
| 454005 | 2012 DC24              | 25 de setembre de 2005 | Kitt Peak            | Spacewatch           |
| 454006 | 2012 DD32              | 21 d'octubre de 2009   | Mount Lemmon         | Mt. Lemmon Survey    |
| 454007 | 2012 DQ33              | 8 de febrer de 2007    | Kitt Peak            | Spacewatch           |
| 454008 | 2012 DB34              | 19 de gener de 2012    | Kitt Peak            | Spacewatch           |
| 454009 | 2012 DF35              | 14 de setembre de 2006 | Kitt Peak            | Spacewatch           |
| 454010 | 2012 DL36              | 8 de febrer de 2007    | Mount Lemmon         | Mt. Lemmon Survey    |
| 454011 | 2012 DX39              | 23 de novembre de 2006 | Kitt Peak            | Spacewatch           |
| 454012 | 2012 DW40              | 21 de desembre de 2006 | Mount Lemmon         | Mt. Lemmon Survey    |
| 454013 | 2012 DZ41              | 13 de novembre de 2010 | Mount Lemmon         | Mt. Lemmon Survey    |
| 454014 | 2012 DO44              | 20 de setembre de 2009 | Mount Lemmon         | Mt. Lemmon Survey    |
| 454015 | 2012 DA45              | 28 de setembre de 2009 | Kitt Peak            | Spacewatch           |
| 454016 | 2012 DG45              | 25 de febrer de 2012   | Kitt Peak            | Spacewatch           |
| 454017 | 2012 DW53              | 18 de setembre de 2010 | Mount Lemmon         | Mt. Lemmon Survey    |
| 454018 | 2012 DO61              | 29 de gener de 2012    | Kitt Peak            | Spacewatch           |
| 454019 | 2012 DC63              | 15 d'agost de 2009     | Kitt Peak            | Spacewatch           |
| 454020 | 2012 DM68              | 16 de setembre de 2010 | Kitt Peak            | Spacewatch           |
| 454021 | 2012 DX68              | 30 de març de 2008     | Kitt Peak            | Spacewatch           |
| 454022 | 2012 DK69              | 20 de juny de 2010     | Mount Lemmon         | Mt. Lemmon Survey    |
| 454023 | 2012 DD73              | 21 de desembre de 2006 | Kitt Peak            | Spacewatch           |
| 454024 | 2012 DX88              | 13 de març de 2008     | Catalina             | CSS                  |
| 454025 | 2012 DP90              | 29 de gener de 2012    | Kitt Peak            | Spacewatch           |
| 454026 | 2012 DB97              | 30 de novembre de 2005 | Mount Lemmon         | Mt. Lemmon Survey    |
| 454027 | 2012 DY97              | 9 de novembre de 1999  | Kitt Peak            | Spacewatch           |
| 454028 | 2012 EE8               | 12 d'octubre de 2006   | Kitt Peak            | Spacewatch           |
| 454029 | 2012 EU16              | 23 de gener de 2006    | Kitt Peak            | Spacewatch           |
| 454030 | 2012 FE14              | 6 de febrer de 2002    | Socorro              | LINEAR               |
| 454031 | 2012 FS17              | 17 de març de 2012     | Mount Lemmon         | Mt. Lemmon Survey    |
| 454032 | 2012 FG25              | 16 de març de 2012     | Kitt Peak            | Spacewatch           |
| 454033 | 2012 FH26              | 18 d'agost de 2009     | Kitt Peak            | Spacewatch           |
| 454034 | 2012 FD31              | 31 de març de 2001     | Kitt Peak            | Spacewatch           |
| 454035 | 2012 FB32              | 2 de març de 2012      | Mount Lemmon         | Mt. Lemmon Survey    |
| 454036 | 2012 FT32              | 9 de gener de 2006     | Kitt Peak            | Spacewatch           |
| 454037 | 2012 FQ36              | 29 de febrer de 2012   | Kitt Peak            | Spacewatch           |
| 454038 | 2012 FW36              | 17 de setembre de 2009 | Kitt Peak            | Spacewatch           |
| 454039 | 2012 FX46              | 4 de febrer de 2006    | Kitt Peak            | Spacewatch           |
| 454040 | 2012 FE48              | 1 d'octubre de 2009    | Mount Lemmon         | Mt. Lemmon Survey    |
| 454041 | 2012 FS49              | 4 de desembre de 2005  | Kitt Peak            | Spacewatch           |
| 454042 | 2012 FO53              | 20 de febrer de 2012   | Catalina             | CSS                  |
| 454043 | 2012 FS72              | 14 de març de 2012     | Catalina             | CSS                  |
| 454044 | 2012 GC3               | 26 de febrer de 2012   | Mount Lemmon         | Mt. Lemmon Survey    |
| 454045 | 2012 GW4               | 14 de maig de 2008     | Mount Lemmon         | Mt. Lemmon Survey    |
| 454046 | 2012 GY6               | 27 d'octubre de 2005   | Kitt Peak            | Spacewatch           |
| 454047 | 2012 GA20              | 28 de març de 2012     | Kitt Peak            | Spacewatch           |
| 454048 | 2012 GE24              | 10 de juny de 2007     | Kitt Peak            | Spacewatch           |
| 454049 | 2012 GU27              | 19 de desembre de 2004 | Mount Lemmon         | Mt. Lemmon Survey    |
| 454050 | 2012 GB28              | 6 de febrer de 2006    | Kitt Peak            | Spacewatch           |
| 454051 | 2012 GY38              | 28 de gener de 2011    | Mount Lemmon         | Mt. Lemmon Survey    |
| 454052 | 2012 HE13              | 20 de febrer de 2006   | Socorro              | LINEAR               |
| 454053 | 2012 HP26              | 22 d'octubre de 2009   | Mount Lemmon         | Mt. Lemmon Survey    |
| 454054 | 2012 HY27              | 28 de març de 2012     | Kitt Peak            | Spacewatch           |
| 454055 | 2012 HX53              | 9 de setembre de 2008  | Mount Lemmon         | Mt. Lemmon Survey    |
| 454056 | 2012 HE70              | 24 de febrer de 2006   | Catalina             | CSS                  |
| 454057 | 2012 HS82              | 3 de març de 2006      | Catalina             | CSS                  |
| 454058 | 2012 JM15              | 22 d'octubre de 2009   | Mount Lemmon         | Mt. Lemmon Survey    |
| 454059 | 2012 JJ20              | 24 de febrer de 2006   | Kitt Peak            | Spacewatch           |
| 454060 | 2012 JX23              | 29 d'abril de 2006     | Siding Spring        | Siding Spring Survey |
| 454061 | 2012 JD25              | 21 d'abril de 2012     | Mount Lemmon         | Mt. Lemmon Survey    |
| 454062 | 2012 JS39              | 7 d'abril de 2006      | Kitt Peak            | Spacewatch           |
| 454063 | 2012 JY60              | 20 de novembre de 2009 | Kitt Peak            | Spacewatch           |
| 454064 | 2012 KF19              | 1 d'octubre de 2005    | Mount Lemmon         | Mt. Lemmon Survey    |
| 454065 | 2012 KA27              | 20 d'abril de 2012     | Mount Lemmon         | Mt. Lemmon Survey    |
| 454066 | 2012 KG35              | 15 de març de 2012     | Kitt Peak            | Spacewatch           |
| 454067 | 2012 KZ49              | 20 de novembre de 2009 | Mount Lemmon         | Mt. Lemmon Survey    |
| 454068 | 2012 LZ20              | 19 d'abril de 2004     | Socorro              | LINEAR               |
| 454069 | 2012 OX2               | 23 de desembre de 2000 | Kitt Peak            | Spacewatch           |
| 454070 | 2012 SH65              | 22 de març de 2001     | Cima Ekar            | ADAS                 |
| 454071 | 2012 TH20              | 3 de març de 2005      | Kitt Peak            | Spacewatch           |
| 454072 | 2012 TU30              | 28 d'abril de 1998     | Kitt Peak            | Spacewatch           |
| 454073 | 2012 TL52              | 12 de març de 2007     | Kitt Peak            | Spacewatch           |
| 454074 | 2012 UB135             | 16 d'octubre de 2004   | Socorro              | LINEAR               |
| 454075 | 2012 UJ153             | 24 d'octubre de 2009   | Kitt Peak            | Spacewatch           |
| 454076 | 2012 UE174             | 13 de març de 2011     | Siding Spring        | Siding Spring Survey |
| 454077 | 2012 VP7               | 10 de novembre de 2004 | Catalina             | CSS                  |
| 454078 | 2012 VV93              | 13 de novembre de 2012 | Mount Lemmon         | Mt. Lemmon Survey    |
| 454079 | 2012 WF24              | 13 de març de 2007     | Mount Lemmon         | Mt. Lemmon Survey    |
| 454080 | 2012 XZ112             | 26 de novembre de 2012 | Mount Lemmon         | Mt. Lemmon Survey    |
| 454081 | 2013 AM36              | 22 de desembre de 2008 | Mount Lemmon         | Mt. Lemmon Survey    |
| 454082 | 2013 AC58              | 22 de setembre de 2008 | Mount Lemmon         | Mt. Lemmon Survey    |
| 454083 | 2013 AB59              | 5 de setembre de 2008  | Kitt Peak            | Spacewatch           |
| 454084 | 2013 AC68              | 14 de març de 2007     | Mount Lemmon         | Mt. Lemmon Survey    |
| 454085 | 2013 AX101             | 25 d'octubre de 2005   | Catalina             | CSS                  |
| 454086 | 2013 AH111             | 22 de novembre de 2008 | Kitt Peak            | Spacewatch           |
| 454087 | 2013 AJ122             | 12 de gener de 2010    | Kitt Peak            | Spacewatch           |
| 454088 | 2013 AN150             | 9 de desembre de 2012  | Kitt Peak            | Spacewatch           |
| 454089 | 2013 AB170             | 10 de setembre de 2004 | Kitt Peak            | Spacewatch           |
| 454090 | 2013 BJ8               | 7 de setembre de 2008  | Mount Lemmon         | Mt. Lemmon Survey    |
| 454091 | 2013 BS25              | 5 de desembre de 2008  | Kitt Peak            | Spacewatch           |
| 454092 | 2013 BX34              | 9 de juny de 2007      | Kitt Peak            | Spacewatch           |
| 454093 | 2013 BL44              | 12 d'octubre de 2007   | Mount Lemmon         | Mt. Lemmon Survey    |
| 454094 | 2013 BZ45              | 19 de gener de 2013    | Mount Lemmon         | Mt. Lemmon Survey    |
| 454095 | 2013 BW50              | 2 de setembre de 2008  | Kitt Peak            | Spacewatch           |
| 454096 | 2013 BR55              | 10 d'octubre de 2008   | Mount Lemmon         | Mt. Lemmon Survey    |
| 454097 | 2013 BX61              | 22 de novembre de 2005 | Kitt Peak            | Spacewatch           |
| 454098 | 2013 BG65              | 10 de gener de 2013    | Kitt Peak            | Spacewatch           |
| 454099 | 2013 BV67              | 1 de febrer de 2006    | Kitt Peak            | Spacewatch           |
| 454100 | 2013 BO73              | 22 de gener de 2013    | Mount Lemmon         | Mt. Lemmon Survey    |

## 454101–454200
| Nom    | Designació provisional | Data de descobriment   | Lloc de descobriment | Descobridor/s     |
| ------ | ---------------------- | ---------------------- | -------------------- | ----------------- |
| 454101 | 2013 BP73              | 22 de gener de 2013    | Mount Lemmon         | Mt. Lemmon Survey |
| 454102 | 2013 BM80              | 9 de novembre de 2008  | Mount Lemmon         | Mt. Lemmon Survey |
| 454103 | 2013 CZ3               | 23 de març de 2003     | Kitt Peak            | Spacewatch        |
| 454104 | 2013 CF6               | 30 de desembre de 2005 | Kitt Peak            | Spacewatch        |
| 454105 | 2013 CT8               | 28 de juny de 2011     | Mount Lemmon         | Mt. Lemmon Survey |
| 454106 | 2013 CR10              | 1 d'octubre de 2008    | Catalina             | CSS               |
| 454107 | 2013 CE12              | 4 de setembre de 2008  | Kitt Peak            | Spacewatch        |
| 454108 | 2013 CE14              | 4 de desembre de 2005  | Mount Lemmon         | Mt. Lemmon Survey |
| 454109 | 2013 CT30              | 7 de desembre de 2005  | Kitt Peak            | Spacewatch        |
| 454110 | 2013 CR68              | 3 de desembre de 2007  | Kitt Peak            | Spacewatch        |
| 454111 | 2013 CP71              | 24 de setembre de 2008 | Kitt Peak            | Spacewatch        |
| 454112 | 2013 CA76              | 2 de desembre de 2005  | Mount Lemmon         | Mt. Lemmon Survey |
| 454113 | 2013 CR77              | 7 de febrer de 2013    | Kitt Peak            | Spacewatch        |
| 454114 | 2013 CE79              | 28 d'octubre de 2005   | Mount Lemmon         | Mt. Lemmon Survey |
| 454115 | 2013 CH84              | 1 de novembre de 2008  | Mount Lemmon         | Mt. Lemmon Survey |
| 454116 | 2013 CM84              | 5 de febrer de 2013    | Kitt Peak            | Spacewatch        |
| 454117 | 2013 CM86              | 19 de gener de 2002    | Kitt Peak            | Spacewatch        |
| 454118 | 2013 CV89              | 6 de febrer de 2013    | Kitt Peak            | Spacewatch        |
| 454119 | 2013 CF97              | 21 de setembre de 2008 | Kitt Peak            | Spacewatch        |
| 454120 | 2013 CS117             | 12 de febrer de 2008   | Mount Lemmon         | Mt. Lemmon Survey |
| 454121 | 2013 CE119             | 18 de desembre de 2001 | Socorro              | LINEAR            |
| 454122 | 2013 CZ142             | 26 d'octubre de 2008   | Kitt Peak            | Spacewatch        |
| 454123 | 2013 CW143             | 5 de febrer de 2013    | Kitt Peak            | Spacewatch        |
| 454124 | 2013 CM153             | 21 de desembre de 2008 | Mount Lemmon         | Mt. Lemmon Survey |
| 454125 | 2013 CC157             | 28 de gener de 2006    | Kitt Peak            | Spacewatch        |
| 454126 | 2013 CH162             | 23 de setembre de 2000 | Anderson Mesa        | LONEOS            |
| 454127 | 2013 CD165             | 24 d'abril de 2006     | Kitt Peak            | Spacewatch        |
| 454128 | 2013 CP165             | 2 de febrer de 2009    | Mount Lemmon         | Mt. Lemmon Survey |
| 454129 | 2013 CZ165             | 19 de gener de 2013    | Mount Lemmon         | Mt. Lemmon Survey |
| 454130 | 2013 CR175             | 16 de gener de 2009    | Mount Lemmon         | Mt. Lemmon Survey |
| 454131 | 2013 CN181             | 20 d'abril de 2006     | Mount Lemmon         | Mt. Lemmon Survey |
| 454132 | 2013 CV185             | 8 de març de 2000      | Kitt Peak            | Spacewatch        |
| 454133 | 2013 CC188             | 6 de novembre de 2008  | Mount Lemmon         | Mt. Lemmon Survey |
| 454134 | 2013 CR188             | 19 de gener de 2013    | Kitt Peak            | Spacewatch        |
| 454135 | 2013 CN192             | 18 d'abril de 2006     | Kitt Peak            | Spacewatch        |
| 454136 | 2013 CZ198             | 2 de febrer de 2006    | Kitt Peak            | Spacewatch        |
| 454137 | 2013 CO201             | 19 de febrer de 2010   | Mount Lemmon         | Mt. Lemmon Survey |
| 454138 | 2013 DC2               | 13 de març de 2002     | Kitt Peak            | Spacewatch        |
| 454139 | 2013 DA11              | 12 de setembre de 2007 | Mount Lemmon         | Mt. Lemmon Survey |
| 454140 | 2013 DV12              | 22 d'abril de 2010     | WISE                 | WISE              |
| 454141 | 2013 EF4               | 21 de setembre de 2011 | Kitt Peak            | Spacewatch        |
| 454142 | 2013 EL4               | 6 de febrer de 2006    | Mount Lemmon         | Mt. Lemmon Survey |
| 454143 | 2013 EW17              | 17 de gener de 2013    | Mount Lemmon         | Mt. Lemmon Survey |
| 454144 | 2013 EH30              | 14 d'agost de 2010     | Kitt Peak            | Spacewatch        |
| 454145 | 2013 EB33              | 22 d'octubre de 2006   | Kitt Peak            | Spacewatch        |
| 454146 | 2013 EX35              | 17 de gener de 2013    | Kitt Peak            | Spacewatch        |
| 454147 | 2013 EU45              | 21 d'agost de 2006     | Kitt Peak            | Spacewatch        |
| 454148 | 2013 EE51              | 19 de desembre de 2004 | Mount Lemmon         | Mt. Lemmon Survey |
| 454149 | 2013 EY51              | 23 de gener de 2006    | Kitt Peak            | Spacewatch        |
| 454150 | 2013 EK57              | 19 d'agost de 2006     | Kitt Peak            | Spacewatch        |
| 454151 | 2013 EV68              | 7 de març de 2013      | Kitt Peak            | Spacewatch        |
| 454152 | 2013 EG76              | 21 de gener de 2006    | Mount Lemmon         | Mt. Lemmon Survey |
| 454153 | 2013 EM79              | 11 de novembre de 2006 | Mount Lemmon         | Mt. Lemmon Survey |
| 454154 | 2013 EK87              | 25 de juny de 2010     | WISE                 | WISE              |
| 454155 | 2013 EK92              | 10 de maig de 2005     | Kitt Peak            | Spacewatch        |
| 454156 | 2013 EF94              | 1 d'octubre de 2008    | Kitt Peak            | Spacewatch        |
| 454157 | 2013 EL101             | 27 de juliol de 2009   | Catalina             | CSS               |
| 454158 | 2013 ET102             | 18 de setembre de 2007 | Kitt Peak            | Spacewatch        |
| 454159 | 2013 EO111             | 24 de maig de 2006     | Mount Lemmon         | Mt. Lemmon Survey |
| 454160 | 2013 EZ118             | 17 d'abril de 1999     | Kitt Peak            | Spacewatch        |
| 454161 | 2013 EL119             | 2 de març de 2008      | Mount Lemmon         | Mt. Lemmon Survey |
| 454162 | 2013 EN123             | 17 d'octubre de 2009   | Mount Lemmon         | Mt. Lemmon Survey |
| 454163 | 2013 FF4               | 26 de setembre de 2011 | Kitt Peak            | Spacewatch        |
| 454164 | 2013 FU11              | 10 d'abril de 2002     | Socorro              | LINEAR            |
| 454165 | 2013 FX12              | 4 d'abril de 2005      | Catalina             | CSS               |
| 454166 | 2013 FM14              | 21 d'abril de 2006     | Kitt Peak            | Spacewatch        |
| 454167 | 2013 FX14              | 6 de novembre de 2010  | Mount Lemmon         | Mt. Lemmon Survey |
| 454168 | 2013 FU15              | 12 de març de 2013     | Mount Lemmon         | Mt. Lemmon Survey |
| 454169 | 2013 FS18              | 15 de maig de 2008     | Mount Lemmon         | Mt. Lemmon Survey |
| 454170 | 2013 FT18              | 10 de novembre de 2010 | Mount Lemmon         | Mt. Lemmon Survey |
| 454171 | 2013 FJ19              | 5 de març de 2013      | Kitt Peak            | Spacewatch        |
| 454172 | 2013 GL1               | 20 d'agost de 2003     | Campo Imperatore     | CINEOS            |
| 454173 | 2013 GE11              | 19 de novembre de 2008 | Mount Lemmon         | Mt. Lemmon Survey |
| 454174 | 2013 GP21              | 17 de febrer de 2013   | Kitt Peak            | Spacewatch        |
| 454175 | 2013 GX21              | 31 de març de 2009     | Kitt Peak            | Spacewatch        |
| 454176 | 2013 GC24              | 13 de setembre de 2007 | Kitt Peak            | Spacewatch        |
| 454177 | 2013 GJ35              | 23 d'agost de 2011     | Haleakala            | Pan-STARRS 1      |
| 454178 | 2013 GJ37              | 19 de gener de 2009    | Mount Lemmon         | Mt. Lemmon Survey |
| 454179 | 2013 GD38              | 23 de novembre de 2008 | Mount Lemmon         | Mt. Lemmon Survey |
| 454180 | 2013 GU45              | 1 de juny de 2009      | Catalina             | CSS               |
| 454181 | 2013 GD53              | 30 de setembre de 2010 | Mount Lemmon         | Mt. Lemmon Survey |
| 454182 | 2013 GP53              | 19 de setembre de 2006 | Kitt Peak            | Spacewatch        |
| 454183 | 2013 GZ53              | 19 de març de 2009     | Mount Lemmon         | Mt. Lemmon Survey |
| 454184 | 2013 GP56              | 3 de desembre de 2008  | Mount Lemmon         | Mt. Lemmon Survey |
| 454185 | 2013 GB76              | 21 de desembre de 2008 | Kitt Peak            | Spacewatch        |
| 454186 | 2013 GJ76              | 16 de gener de 2008    | Mount Lemmon         | Mt. Lemmon Survey |
| 454187 | 2013 GW81              | 3 de març de 2008      | Catalina             | CSS               |
| 454188 | 2013 GN82              | 8 de maig de 2006      | Mount Lemmon         | Mt. Lemmon Survey |
| 454189 | 2013 GR86              | 17 de novembre de 2007 | Mount Lemmon         | Mt. Lemmon Survey |
| 454190 | 2013 GY90              | 14 de març de 2013     | Catalina             | CSS               |
| 454191 | 2013 GC96              | 11 de setembre de 2007 | Mount Lemmon         | Mt. Lemmon Survey |
| 454192 | 2013 GX100             | 1 de maig de 2009      | Kitt Peak            | Spacewatch        |
| 454193 | 2013 GZ101             | 18 de març de 2004     | Kitt Peak            | Spacewatch        |
| 454194 | 2013 GV102             | 1 de març de 2009      | Kitt Peak            | Spacewatch        |
| 454195 | 2013 GK104             | 13 de març de 2013     | Catalina             | CSS               |
| 454196 | 2013 GC106             | 4 de febrer de 2005    | Kitt Peak            | Spacewatch        |
| 454197 | 2013 GU109             | 6 de novembre de 2010  | Mount Lemmon         | Mt. Lemmon Survey |
| 454198 | 2013 GZ112             | 29 de febrer de 2004   | Kitt Peak            | Spacewatch        |
| 454199 | 2013 GC126             | 3 de juny de 2008      | Kitt Peak            | Spacewatch        |
| 454200 | 2013 GN131             | 11 de març de 2013     | Catalina             | CSS               |

## 454201–454300
| Nom    | Designació provisional | Data de descobriment   | Lloc de descobriment | Descobridor/s        |
| ------ | ---------------------- | ---------------------- | -------------------- | -------------------- |
| 454201 | 2013 HO12              | 16 de febrer de 2013   | Mount Lemmon         | Mt. Lemmon Survey    |
| 454202 | 2013 HV13              | 20 de setembre de 2009 | Mount Lemmon         | Mt. Lemmon Survey    |
| 454203 | 2013 HY16              | 20 d'abril de 2013     | Siding Spring        | Siding Spring Survey |
| 454204 | 2013 HS18              | 16 d'abril de 2013     | Kitt Peak            | Spacewatch           |
| 454205 | 2013 HL27              | 11 de setembre de 2007 | Mount Lemmon         | Mt. Lemmon Survey    |
| 454206 | 2013 HU27              | 26 de maig de 2000     | Kitt Peak            | Spacewatch           |
| 454207 | 2013 HV27              | 3 d'octubre de 2010    | Kitt Peak            | Spacewatch           |
| 454208 | 2013 HJ31              | 10 de setembre de 2010 | Mount Lemmon         | Mt. Lemmon Survey    |
| 454209 | 2013 HS41              | 26 de setembre de 2006 | Kitt Peak            | Spacewatch           |
| 454210 | 2013 HB47              | 3 d'octubre de 2010    | Kitt Peak            | Spacewatch           |
| 454211 | 2013 HD60              | 1 de gener de 2009     | Kitt Peak            | Spacewatch           |
| 454212 | 2013 HN65              | 22 de setembre de 2011 | Kitt Peak            | Spacewatch           |
| 454213 | 2013 HQ72              | 1 de desembre de 2006  | Mount Lemmon         | Mt. Lemmon Survey    |
| 454214 | 2013 HR72              | 8 de febrer de 2008    | Mount Lemmon         | Mt. Lemmon Survey    |
| 454215 | 2013 HN90              | 1 de gener de 2012     | Mount Lemmon         | Mt. Lemmon Survey    |
| 454216 | 2013 HH107             | 28 de febrer de 2009   | Kitt Peak            | Spacewatch           |
| 454217 | 2013 HZ110             | 9 d'octubre de 2010    | Mount Lemmon         | Mt. Lemmon Survey    |
| 454218 | 2013 HB124             | 5 de juliol de 2005    | Kitt Peak            | Spacewatch           |
| 454219 | 2013 JK5               | 27 de maig de 2008     | Mount Lemmon         | Mt. Lemmon Survey    |
| 454220 | 2013 JU8               | 13 de gener de 2008    | Kitt Peak            | Spacewatch           |
| 454221 | 2013 JK9               | 13 d'abril de 2013     | Kitt Peak            | Spacewatch           |
| 454222 | 2013 JP15              | 18 de gener de 2012    | Kitt Peak            | Spacewatch           |
| 454223 | 2013 JG18              | 26 de maig de 2010     | WISE                 | WISE                 |
| 454224 | 2013 JW18              | 14 de desembre de 2010 | Mount Lemmon         | Mt. Lemmon Survey    |
| 454225 | 2013 JQ28              | 9 de juny de 1999      | Kitt Peak            | Spacewatch           |
| 454226 | 2013 JQ36              | 15 de març de 2012     | Mount Lemmon         | Mt. Lemmon Survey    |
| 454227 | 2013 JH37              | 18 de desembre de 2003 | Kitt Peak            | Spacewatch           |
| 454228 | 2013 JJ38              | 17 d'abril de 2009     | Mount Lemmon         | Mt. Lemmon Survey    |
| 454229 | 2013 JR42              | 2 d'octubre de 2006    | Mount Lemmon         | Mt. Lemmon Survey    |
| 454230 | 2013 JA50              | 28 de setembre de 2006 | Kitt Peak            | Spacewatch           |
| 454231 | 2013 JE50              | 25 de març de 2006     | Kitt Peak            | Spacewatch           |
| 454232 | 2013 JG51              | 2 de novembre de 2010  | Mount Lemmon         | Mt. Lemmon Survey    |
| 454233 | 2013 JO51              | 7 de març de 2013      | Mount Lemmon         | Mt. Lemmon Survey    |
| 454234 | 2013 JP54              | 17 de gener de 2009    | Kitt Peak            | Spacewatch           |
| 454235 | 2013 JA55              | 29 de febrer de 2008   | Mount Lemmon         | Mt. Lemmon Survey    |
| 454236 | 2013 JQ61              | 22 d'abril de 2013     | Mount Lemmon         | Mt. Lemmon Survey    |
| 454237 | 2013 JY62              | 3 de febrer de 2008    | Catalina             | CSS                  |
| 454238 | 2013 KE11              | 23 de març de 2004     | Kitt Peak            | Spacewatch           |
| 454239 | 2013 KV14              | 1 de novembre de 2005  | Kitt Peak            | Spacewatch           |
| 454240 | 2013 LH1               | 1 de gener de 2009     | Kitt Peak            | Spacewatch           |
| 454241 | 2013 LT1               | 28 de gener de 2010    | WISE                 | WISE                 |
| 454242 | 2013 LP4               | 1 de novembre de 2010  | Mount Lemmon         | Mt. Lemmon Survey    |
| 454243 | 2013 LB7               | 28 de juliol de 2010   | WISE                 | WISE                 |
| 454244 | 2013 LJ10              | 4 de novembre de 2004  | Kitt Peak            | Spacewatch           |
| 454245 | 2013 LK10              | 4 de juny de 2013      | Mount Lemmon         | Mt. Lemmon Survey    |
| 454246 | 2013 LS19              | 22 d'abril de 2007     | Mount Lemmon         | Mt. Lemmon Survey    |
| 454247 | 2013 LT22              | 29 de maig de 2013     | Mount Lemmon         | Mt. Lemmon Survey    |
| 454248 | 2013 LB24              | 16 de maig de 2009     | Mount Lemmon         | Mt. Lemmon Survey    |
| 454249 | 2013 LJ28              | 2 de febrer de 2008    | Kitt Peak            | Spacewatch           |
| 454250 | 2013 NO9               | 19 d'abril de 2007     | Mount Lemmon         | Mt. Lemmon Survey    |
| 454251 | 2013 OZ1               | 1 de desembre de 2006  | Mount Lemmon         | Mt. Lemmon Survey    |
| 454252 | 2013 OX5               | 27 de desembre de 2011 | Kitt Peak            | Spacewatch           |
| 454253 | 2013 PL22              | 26 de setembre de 2008 | Kitt Peak            | Spacewatch           |
| 454254 | 2013 PM47              | 13 de gener de 2005    | Catalina             | CSS                  |
| 454255 | 2013 QQ44              | 28 de desembre de 2005 | Kitt Peak            | Spacewatch           |
| 454256 | 2013 RD85              | 7 de novembre de 2008  | Mount Lemmon         | Mt. Lemmon Survey    |
| 454257 | 2013 RH98              | 11 de gener de 2008    | Kitt Peak            | Spacewatch           |
| 454258 | 2013 SD10              | 3 de març de 2005      | Kitt Peak            | Spacewatch           |
| 454259 | 2013 SH23              | 25 d'abril de 2006     | Kitt Peak            | Spacewatch           |
| 454260 | 2013 TO                | 31 d'octubre de 2008   | Catalina             | CSS                  |
| 454261 | 2013 TM33              | 4 d'abril de 2005      | Mount Lemmon         | Mt. Lemmon Survey    |
| 454262 | 2014 BG9               | 28 de novembre de 2005 | Mount Lemmon         | Mt. Lemmon Survey    |
| 454263 | 2014 DC124             | 30 d'octubre de 2005   | Kitt Peak            | Spacewatch           |
| 454264 | 2014 EP24              | 25 de febrer de 2006   | Mount Lemmon         | Mt. Lemmon Survey    |
| 454265 | 2014 EY32              | 15 de setembre de 2004 | Kitt Peak            | Spacewatch           |
| 454266 | 2014 FM7               | 1 d'octubre de 2008    | Siding Spring        | Siding Spring Survey |
| 454267 | 2014 FS20              | 20 d'abril de 2007     | Kitt Peak            | Spacewatch           |
| 454268 | 2014 FN55              | 17 de març de 2010     | Kitt Peak            | Spacewatch           |
| 454269 | 2014 FC68              | 24 de setembre de 2008 | Mount Lemmon         | Mt. Lemmon Survey    |
| 454270 | 2014 GM30              | 13 d'octubre de 1999   | Kitt Peak            | Spacewatch           |
| 454271 | 2014 HN                | 13 de març de 2007     | Mount Lemmon         | Mt. Lemmon Survey    |
| 454272 | 2014 HJ2               | 16 de desembre de 2007 | Kitt Peak            | Spacewatch           |
| 454273 | 2014 HU10              | 30 d'agost de 2005     | Kitt Peak            | Spacewatch           |
| 454274 | 2014 HQ20              | 18 de setembre de 2011 | Mount Lemmon         | Mt. Lemmon Survey    |
| 454275 | 2014 HR28              | 10 d'octubre de 2004   | Kitt Peak            | Spacewatch           |
| 454276 | 2014 HU30              | 14 d'abril de 2007     | Kitt Peak            | Spacewatch           |
| 454277 | 2014 HB31              | 21 de juliol de 2006   | Mount Lemmon         | Mt. Lemmon Survey    |
| 454278 | 2014 HX36              | 30 de juliol de 2008   | Kitt Peak            | Spacewatch           |
| 454279 | 2014 HO47              | 27 de gener de 2007    | Mount Lemmon         | Mt. Lemmon Survey    |
| 454280 | 2014 HE101             | 29 d'agost de 2005     | Kitt Peak            | Spacewatch           |
| 454281 | 2014 HP125             | 10 d'octubre de 2008   | Kitt Peak            | Spacewatch           |
| 454282 | 2014 HA133             | 19 de maig de 2010     | Mount Lemmon         | Mt. Lemmon Survey    |
| 454283 | 2014 HE133             | 20 de febrer de 2006   | Mount Lemmon         | Mt. Lemmon Survey    |
| 454284 | 2014 HU145             | 26 de febrer de 2014   | Mount Lemmon         | Mt. Lemmon Survey    |
| 454285 | 2014 HZ160             | 13 de juny de 2005     | Mount Lemmon         | Mt. Lemmon Survey    |
| 454286 | 2014 HV178             | 12 de març de 2010     | Mount Lemmon         | Mt. Lemmon Survey    |
| 454287 | 2014 HV186             | 7 d'agost de 2004      | Campo Imperatore     | CINEOS               |
| 454288 | 2014 JL2               | 12 de juliol de 2010   | WISE                 | WISE                 |
| 454289 | 2014 JA4               | 9 d'octubre de 2005    | Kitt Peak            | Spacewatch           |
| 454290 | 2014 JE7               | 22 d'octubre de 2011   | Mount Lemmon         | Mt. Lemmon Survey    |
| 454291 | 2014 JG8               | 10 de setembre de 2007 | Kitt Peak            | Spacewatch           |
| 454292 | 2014 JS8               | 12 de maig de 2007     | Kitt Peak            | Spacewatch           |
| 454293 | 2014 JX14              | 20 de setembre de 2011 | Catalina             | CSS                  |
| 454294 | 2014 JB23              | 26 de desembre de 2005 | Kitt Peak            | Spacewatch           |
| 454295 | 2014 JT24              | 2 d'abril de 2009      | Kitt Peak            | Spacewatch           |
| 454296 | 2014 JF26              | 31 de gener de 2009    | Mount Lemmon         | Mt. Lemmon Survey    |
| 454297 | 2014 JJ28              | 26 de febrer de 2007   | Mount Lemmon         | Mt. Lemmon Survey    |
| 454298 | 2014 JW30              | 5 de gener de 2003     | Socorro              | LINEAR               |
| 454299 | 2014 JA37              | 10 de maig de 2010     | WISE                 | WISE                 |
| 454300 | 2014 JC39              | 4 de juny de 2011      | Mount Lemmon         | Mt. Lemmon Survey    |

## 454301–454400
| Nom    | Designació provisional | Data de descobriment   | Lloc de descobriment | Descobridor/s          |
| ------ | ---------------------- | ---------------------- | -------------------- | ---------------------- |
| 454301 | 2014 JW41              | 12 d'octubre de 2005   | Kitt Peak            | Spacewatch             |
| 454302 | 2014 JX41              | 9 de juny de 2010      | WISE                 | WISE                   |
| 454303 | 2014 JR43              | 5 de maig de 2014      | Mount Lemmon         | Mt. Lemmon Survey      |
| 454304 | 2014 JN55              | 7 de novembre de 2007  | Mount Lemmon         | Mt. Lemmon Survey      |
| 454305 | 2014 JW64              | 31 de maig de 2010     | WISE                 | WISE                   |
| 454306 | 2014 JU65              | 7 de novembre de 2008  | Mount Lemmon         | Mt. Lemmon Survey      |
| 454307 | 2014 JJ66              | 1 de novembre de 2008  | Kitt Peak            | Spacewatch             |
| 454308 | 2014 JR66              | 19 de maig de 2005     | Mount Lemmon         | Mt. Lemmon Survey      |
| 454309 | 2014 JS69              | 29 de setembre de 2011 | Kitt Peak            | Spacewatch             |
| 454310 | 2014 JR70              | 31 d'agost de 2000     | Socorro              | LINEAR                 |
| 454311 | 2014 JC71              | 23 de setembre de 2011 | Kitt Peak            | Spacewatch             |
| 454312 | 2014 JH73              | 10 de setembre de 2007 | Kitt Peak            | Spacewatch             |
| 454313 | 2014 JJ74              | 29 d'agost de 2005     | Kitt Peak            | Spacewatch             |
| 454314 | 2014 KK6               | 13 de maig de 2010     | WISE                 | WISE                   |
| 454315 | 2014 KF12              | 16 de juny de 2010     | Mount Lemmon         | Mt. Lemmon Survey      |
| 454316 | 2014 KS18              | 7 d'octubre de 2005    | Kitt Peak            | Spacewatch             |
| 454317 | 2014 KK19              | 21 d'octubre de 2011   | Mount Lemmon         | Mt. Lemmon Survey      |
| 454318 | 2014 KR20              | 3 d'octubre de 2008    | Mount Lemmon         | Mt. Lemmon Survey      |
| 454319 | 2014 KV20              | 25 de setembre de 2006 | Catalina             | CSS                    |
| 454320 | 2014 KC32              | 12 d'octubre de 2007   | Mount Lemmon         | Mt. Lemmon Survey      |
| 454321 | 2014 KQ40              | 28 d'agost de 2011     | Siding Spring        | Siding Spring Survey   |
| 454322 | 2014 KF44              | 17 de setembre de 2009 | Mount Lemmon         | Mt. Lemmon Survey      |
| 454323 | 2014 KK45              | 3 de novembre de 2010  | Kitt Peak            | Spacewatch             |
| 454324 | 2014 KP45              | 24 de maig de 2001     | Kitt Peak            | Spacewatch             |
| 454325 | 2014 KR45              | 1 de gener de 2008     | Catalina             | CSS                    |
| 454326 | 2014 KB52              | 17 de maig de 2010     | WISE                 | WISE                   |
| 454327 | 2014 KP54              | 8 d'octubre de 2007    | Mount Lemmon         | Mt. Lemmon Survey      |
| 454328 | 2014 KX56              | 15 de novembre de 2007 | Catalina             | CSS                    |
| 454329 | 2014 KL59              | 10 de juny de 2010     | WISE                 | WISE                   |
| 454330 | 2014 KZ75              | 16 de juliol de 2004   | Campo Imperatore     | CINEOS                 |
| 454331 | 2014 KQ80              | 22 de setembre de 2008 | Kitt Peak            | Spacewatch             |
| 454332 | 2014 KA85              | 10 de gener de 2003    | Socorro              | LINEAR                 |
| 454333 | 2014 KP86              | 27 d'octubre de 2005   | Kitt Peak            | Spacewatch             |
| 454334 | 2014 KU87              | 16 de setembre de 2004 | Anderson Mesa        | LONEOS                 |
| 454335 | 2014 KW90              | 9 d'agost de 2010      | XuYi                 | PMO NEO Survey Program |
| 454336 | 2014 KM95              | 30 de desembre de 2008 | Kitt Peak            | Spacewatch             |
| 454337 | 2014 KM98              | 22 d'abril de 2007     | Kitt Peak            | Spacewatch             |
| 454338 | 2014 KW98              | 25 d'octubre de 2012   | Mount Lemmon         | Mt. Lemmon Survey      |
| 454339 | 2014 LM                | 18 de gener de 2012    | Mount Lemmon         | Mt. Lemmon Survey      |
| 454340 | 2014 LY12              | 26 d'octubre de 2008   | Kitt Peak            | Spacewatch             |
| 454341 | 2014 LS13              | 29 de desembre de 2008 | Mount Lemmon         | Mt. Lemmon Survey      |
| 454342 | 2014 LC15              | 3 de juny de 2005      | Siding Spring        | Siding Spring Survey   |
| 454343 | 2014 LL15              | 13 de setembre de 2007 | Kitt Peak            | Spacewatch             |
| 454344 | 2014 LQ15              | 25 de març de 2006     | Kitt Peak            | Spacewatch             |
| 454345 | 2014 LE18              | 13 d'octubre de 2004   | Kitt Peak            | Spacewatch             |
| 454346 | 2014 LH19              | 18 de juny de 2010     | Mount Lemmon         | Mt. Lemmon Survey      |
| 454347 | 2014 LB21              | 18 de novembre de 2007 | Catalina             | CSS                    |
| 454348 | 2014 LP22              | 15 de març de 2004     | Kitt Peak            | Spacewatch             |
| 454349 | 2014 LY22              | 25 de setembre de 2006 | Catalina             | CSS                    |
| 454350 | 2014 LH24              | 30 d'abril de 2010     | WISE                 | WISE                   |
| 454351 | 2014 LH25              | 4 de desembre de 2007  | Kitt Peak            | Spacewatch             |
| 454352 | 2014 LO26              | 3 de juliol de 2010    | WISE                 | WISE                   |
| 454353 | 2014 LD28              | 5 d'abril de 2003      | Kitt Peak            | Spacewatch             |
| 454354 | 2014 ME                | 15 de març de 2009     | Kitt Peak            | Spacewatch             |
| 454355 | 2014 MJ7               | 19 de novembre de 2007 | Kitt Peak            | Spacewatch             |
| 454356 | 2014 MK7               | 2 de maig de 2006      | Mount Lemmon         | Mt. Lemmon Survey      |
| 454357 | 2014 MZ11              | 28 de febrer de 2008   | Mount Lemmon         | Mt. Lemmon Survey      |
| 454358 | 2014 MZ12              | 21 de juny de 2014     | Mount Lemmon         | Mt. Lemmon Survey      |
| 454359 | 2014 MF17              | 30 de gener de 2012    | Kitt Peak            | Spacewatch             |
| 454360 | 2014 MD21              | 23 de setembre de 2004 | Kitt Peak            | Spacewatch             |
| 454361 | 2014 MY23              | 6 de febrer de 2013    | Kitt Peak            | Spacewatch             |
| 454362 | 2014 MZ23              | 7 de gener de 2006     | Mount Lemmon         | Mt. Lemmon Survey      |
| 454363 | 2014 MF24              | 7 d'abril de 2003      | Kitt Peak            | Spacewatch             |
| 454364 | 2014 MX36              | 26 de setembre de 2009 | Mount Lemmon         | Mt. Lemmon Survey      |
| 454365 | 2014 MH38              | 29 de setembre de 2005 | Kitt Peak            | Spacewatch             |
| 454366 | 2014 MR39              | 22 de maig de 2006     | Kitt Peak            | Spacewatch             |
| 454367 | 2014 MW42              | 4 de maig de 2005      | Kitt Peak            | Spacewatch             |
| 454368 | 2014 MJ43              | 14 de setembre de 2009 | Catalina             | CSS                    |
| 454369 | 2014 MT43              | 5 d'abril de 2010      | Kitt Peak            | Spacewatch             |
| 454370 | 2014 MC44              | 3 de febrer de 2009    | Mount Lemmon         | Mt. Lemmon Survey      |
| 454371 | 2014 MX45              | 25 de febrer de 2006   | Kitt Peak            | Spacewatch             |
| 454372 | 2014 MQ46              | 22 d'abril de 2009     | Mount Lemmon         | Mt. Lemmon Survey      |
| 454373 | 2014 ME47              | 26 d'agost de 2005     | Siding Spring        | Siding Spring Survey   |
| 454374 | 2014 ML47              | 22 de maig de 2003     | Kitt Peak            | Spacewatch             |
| 454375 | 2014 MT48              | 22 de novembre de 2011 | Mount Lemmon         | Mt. Lemmon Survey      |
| 454376 | 2014 MM49              | 18 d'agost de 2006     | Kitt Peak            | Spacewatch             |
| 454377 | 2014 MR52              | 12 de març de 2013     | Siding Spring        | Siding Spring Survey   |
| 454378 | 2014 MP55              | 17 de gener de 2007    | Kitt Peak            | Spacewatch             |
| 454379 | 2014 MD56              | 16 de març de 2010     | Mount Lemmon         | Mt. Lemmon Survey      |
| 454380 | 2014 ME56              | 22 d'octubre de 2011   | Mount Lemmon         | Mt. Lemmon Survey      |
| 454381 | 2014 MM57              | 16 de novembre de 2006 | Kitt Peak            | Spacewatch             |
| 454382 | 2014 MJ58              | 5 d'octubre de 2004    | Kitt Peak            | Spacewatch             |
| 454383 | 2014 MF61              | 12 de gener de 2008    | Mount Lemmon         | Mt. Lemmon Survey      |
| 454384 | 2014 MR62              | 24 de gener de 2007    | Mount Lemmon         | Mt. Lemmon Survey      |
| 454385 | 2014 MH63              | 8 de maig de 2008      | Mount Lemmon         | Mt. Lemmon Survey      |
| 454386 | 2014 MZ63              | 16 de gener de 2013    | Mount Lemmon         | Mt. Lemmon Survey      |
| 454387 | 2014 MD64              | 16 de desembre de 2007 | Mount Lemmon         | Mt. Lemmon Survey      |
| 454388 | 2014 ME69              | 18 de desembre de 2004 | Mount Lemmon         | Mt. Lemmon Survey      |
| 454389 | 2014 MJ69              | 26 de juny de 2006     | Siding Spring        | Siding Spring Survey   |
| 454390 | 2014 ND11              | 24 d'abril de 2006     | Kitt Peak            | Spacewatch             |
| 454391 | 2014 NG17              | 9 d'abril de 2003      | Kitt Peak            | Spacewatch             |
| 454392 | 2014 NB18              | 10 de gener de 2006    | Kitt Peak            | Spacewatch             |
| 454393 | 2014 NS18              | 17 de desembre de 2007 | Mount Lemmon         | Mt. Lemmon Survey      |
| 454394 | 2014 NF21              | 30 de setembre de 2009 | Mount Lemmon         | Mt. Lemmon Survey      |
| 454395 | 2014 NO21              | 27 d'octubre de 2005   | Mount Lemmon         | Mt. Lemmon Survey      |
| 454396 | 2014 NL26              | 22 de desembre de 2008 | Kitt Peak            | Spacewatch             |
| 454397 | 2014 NU30              | 13 de gener de 2008    | Kitt Peak            | Spacewatch             |
| 454398 | 2014 NY30              | 22 d'octubre de 2011   | Mount Lemmon         | Mt. Lemmon Survey      |
| 454399 | 2014 NJ31              | 13 de gener de 2008    | Kitt Peak            | Spacewatch             |
| 454400 | 2014 NK31              | 9 d'octubre de 2007    | XuYi                 | PMO NEO Survey Program |

## 454401–454500
| Nom    | Designació provisional | Data de descobriment   | Lloc de descobriment | Descobridor/s     |
| ------ | ---------------------- | ---------------------- | -------------------- | ----------------- |
| 454401 | 2014 NF34              | 26 d'abril de 2007     | Mount Lemmon         | Mt. Lemmon Survey |
| 454402 | 2014 NM35              | 23 de novembre de 2006 | Kitt Peak            | Spacewatch        |
| 454403 | 2014 NW35              | 16 de maig de 2010     | Mount Lemmon         | Mt. Lemmon Survey |
| 454404 | 2014 NF37              | 21 de gener de 2006    | Kitt Peak            | Spacewatch        |
| 454405 | 2014 NZ38              | 23 d'octubre de 2009   | Catalina             | CSS               |
| 454406 | 2014 NT43              | 5 de setembre de 2010  | Mount Lemmon         | Mt. Lemmon Survey |
| 454407 | 2014 NA44              | 21 de setembre de 2009 | Mount Lemmon         | Mt. Lemmon Survey |
| 454408 | 2014 NJ44              | 6 de setembre de 2010  | Mount Lemmon         | Mt. Lemmon Survey |
| 454409 | 2014 NP44              | 25 de maig de 2010     | WISE                 | WISE              |
| 454410 | 2014 NS45              | 19 de novembre de 2003 | Kitt Peak            | Spacewatch        |
| 454411 | 2014 NC47              | 16 de setembre de 2003 | Kitt Peak            | Spacewatch        |
| 454412 | 2014 NY47              | 23 de setembre de 2011 | Kitt Peak            | Spacewatch        |
| 454413 | 2014 NL50              | 1 d'octubre de 2005    | Mount Lemmon         | Mt. Lemmon Survey |
| 454414 | 2014 NJ54              | 30 d'agost de 2005     | Kitt Peak            | Spacewatch        |
| 454415 | 2014 NN54              | 10 de novembre de 2004 | Kitt Peak            | Spacewatch        |
| 454416 | 2014 NZ54              | 3 de desembre de 2010  | Kitt Peak            | Spacewatch        |
| 454417 | 2014 NV56              | 18 de desembre de 2004 | Mount Lemmon         | Mt. Lemmon Survey |
| 454418 | 2014 NJ57              | 31 de març de 2008     | Mount Lemmon         | Mt. Lemmon Survey |
| 454419 | 2014 NJ58              | 21 de maig de 2010     | WISE                 | WISE              |
| 454420 | 2014 NJ59              | 28 de desembre de 2005 | Mount Lemmon         | Mt. Lemmon Survey |
| 454421 | 2014 NA61              | 18 de novembre de 2007 | Mount Lemmon         | Mt. Lemmon Survey |
| 454422 | 2014 NZ61              | 1 de gener de 2009     | Mount Lemmon         | Mt. Lemmon Survey |
| 454423 | 2014 NH62              | 15 de desembre de 1998 | Caussols             | ODAS              |
| 454424 | 2014 NZ63              | 18 de novembre de 2007 | Mount Lemmon         | Mt. Lemmon Survey |
| 454425 | 2014 OF                | 18 de setembre de 2006 | Kitt Peak            | Spacewatch        |
| 454426 | 2014 OK3               | 28 de desembre de 2005 | Mount Lemmon         | Mt. Lemmon Survey |
| 454427 | 2014 OW6               | 9 d'octubre de 2004    | Kitt Peak            | Spacewatch        |
| 454428 | 2014 OD13              | 10 d'abril de 2013     | Mount Lemmon         | Mt. Lemmon Survey |
| 454429 | 2014 OP13              | 19 de setembre de 2003 | Campo Imperatore     | CINEOS            |
| 454430 | 2014 OL14              | 10 de gener de 2006    | Mount Lemmon         | Mt. Lemmon Survey |
| 454431 | 2014 OR14              | 18 d'abril de 2007     | Mount Lemmon         | Mt. Lemmon Survey |
| 454432 | 2014 OD15              | 30 de desembre de 2005 | Kitt Peak            | Spacewatch        |
| 454433 | 2014 OS16              | 24 de febrer de 2008   | Mount Lemmon         | Mt. Lemmon Survey |
| 454434 | 2014 OA18              | 30 d'agost de 2005     | Kitt Peak            | Spacewatch        |
| 454435 | 2014 OH19              | 28 d'octubre de 2006   | Mount Lemmon         | Mt. Lemmon Survey |
| 454436 | 2014 OK19              | 10 de desembre de 2006 | Kitt Peak            | Spacewatch        |
| 454437 | 2014 OQ19              | 30 d'octubre de 2007   | Mount Lemmon         | Mt. Lemmon Survey |
| 454438 | 2014 OG22              | 28 de setembre de 2006 | Kitt Peak            | Spacewatch        |
| 454439 | 2014 OZ24              | 18 de setembre de 2003 | Kitt Peak            | Spacewatch        |
| 454440 | 2014 OB26              | 28 de febrer de 2008   | Mount Lemmon         | Mt. Lemmon Survey |
| 454441 | 2014 OK26              | 21 de setembre de 2009 | Kitt Peak            | Spacewatch        |
| 454442 | 2014 OT26              | 27 de setembre de 2006 | Mount Lemmon         | Mt. Lemmon Survey |
| 454443 | 2014 OQ29              | 29 de novembre de 2011 | Mount Lemmon         | Mt. Lemmon Survey |
| 454444 | 2014 OD30              | 16 d'octubre de 2006   | Kitt Peak            | Spacewatch        |
| 454445 | 2014 OF30              | 15 de desembre de 2007 | Kitt Peak            | Spacewatch        |
| 454446 | 2014 ON30              | 4 de setembre de 2010  | Kitt Peak            | Spacewatch        |
| 454447 | 2014 OD31              | 17 de desembre de 2007 | Kitt Peak            | Spacewatch        |
| 454448 | 2014 OF35              | 11 de gener de 2008    | Kitt Peak            | Spacewatch        |
| 454449 | 2014 OC37              | 1 d'octubre de 1995    | Kitt Peak            | Spacewatch        |
| 454450 | 2014 OY37              | 16 de març de 2005     | Catalina             | CSS               |
| 454451 | 2014 OM39              | 26 d'octubre de 2009   | Kitt Peak            | Spacewatch        |
| 454452 | 2014 OW39              | 22 d'octubre de 2006   | Mount Lemmon         | Mt. Lemmon Survey |
| 454453 | 2014 OR40              | 17 de desembre de 2003 | Kitt Peak            | Spacewatch        |
| 454454 | 2014 OS41              | 10 de novembre de 2010 | Mount Lemmon         | Mt. Lemmon Survey |
| 454455 | 2014 OL42              | 30 de setembre de 2010 | Mount Lemmon         | Mt. Lemmon Survey |
| 454456 | 2014 OQ42              | 29 de març de 2009     | Kitt Peak            | Spacewatch        |
| 454457 | 2014 OW43              | 16 d'octubre de 2001   | Kitt Peak            | Spacewatch        |
| 454458 | 2014 OC44              | 10 de setembre de 2007 | Kitt Peak            | Spacewatch        |
| 454459 | 2014 OV45              | 20 de novembre de 2007 | Kitt Peak            | Spacewatch        |
| 454460 | 2014 OY47              | 31 d'octubre de 2005   | Kitt Peak            | Spacewatch        |
| 454461 | 2014 OC52              | 8 d'octubre de 2005    | Kitt Peak            | Spacewatch        |
| 454462 | 2014 OX52              | 26 de setembre de 2006 | Mount Lemmon         | Mt. Lemmon Survey |
| 454463 | 2014 OY52              | 26 de gener de 2012    | Mount Lemmon         | Mt. Lemmon Survey |
| 454464 | 2014 OS53              | 10 de desembre de 2010 | Mount Lemmon         | Mt. Lemmon Survey |
| 454465 | 2014 OQ54              | 1 de setembre de 2005  | Kitt Peak            | Spacewatch        |
| 454466 | 2014 OF58              | 22 d'octubre de 2006   | Catalina             | CSS               |
| 454467 | 2014 OY58              | 17 de febrer de 2007   | Mount Lemmon         | Mt. Lemmon Survey |
| 454468 | 2014 OT66              | 28 de juny de 2014     | Kitt Peak            | Spacewatch        |
| 454469 | 2014 OB71              | 30 de maig de 2003     | Socorro              | LINEAR            |
| 454470 | 2014 OL71              | 4 de maig de 2005      | Kitt Peak            | Spacewatch        |
| 454471 | 2014 OH73              | 31 d'octubre de 2006   | Catalina             | CSS               |
| 454472 | 2014 OT88              | 20 de setembre de 1995 | Kitt Peak            | Spacewatch        |
| 454473 | 2014 OT91              | 29 de setembre de 1994 | Kitt Peak            | Spacewatch        |
| 454474 | 2014 OG94              | 30 de novembre de 2005 | Mount Lemmon         | Mt. Lemmon Survey |
| 454475 | 2014 OU98              | 30 de desembre de 2005 | Kitt Peak            | Spacewatch        |
| 454476 | 2014 OM100             | 3 d'abril de 2008      | Kitt Peak            | Spacewatch        |
| 454477 | 2014 ON103             | 4 de novembre de 2010  | Mount Lemmon         | Mt. Lemmon Survey |
| 454478 | 2014 OM107             | 6 de maig de 2006      | Mount Lemmon         | Mt. Lemmon Survey |
| 454479 | 2014 OP108             | 14 de desembre de 2010 | Mount Lemmon         | Mt. Lemmon Survey |
| 454480 | 2014 OY108             | 13 de març de 2007     | Mount Lemmon         | Mt. Lemmon Survey |
| 454481 | 2014 OQ115             | 4 de juliol de 2005    | Mount Lemmon         | Mt. Lemmon Survey |
| 454482 | 2014 OY121             | 30 de desembre de 2005 | Mount Lemmon         | Mt. Lemmon Survey |
| 454483 | 2014 OO123             | 19 de setembre de 2006 | Kitt Peak            | Spacewatch        |
| 454484 | 2014 OK126             | 21 de desembre de 2006 | Kitt Peak            | Spacewatch        |
| 454485 | 2014 OG130             | 21 de febrer de 1995   | Kitt Peak            | Spacewatch        |
| 454486 | 2014 OC137             | 26 de novembre de 2011 | Mount Lemmon         | Mt. Lemmon Survey |
| 454487 | 2014 OL138             | 21 d'octubre de 2006   | Mount Lemmon         | Mt. Lemmon Survey |
| 454488 | 2014 OV138             | 28 de setembre de 2006 | Kitt Peak            | Spacewatch        |
| 454489 | 2014 OZ138             | 26 de març de 2006     | Kitt Peak            | Spacewatch        |
| 454490 | 2014 OB139             | 9 de febrer de 2010    | Mount Lemmon         | Mt. Lemmon Survey |
| 454491 | 2014 ON141             | 11 d'abril de 2013     | Mount Lemmon         | Mt. Lemmon Survey |
| 454492 | 2014 OW143             | 16 de novembre de 2006 | Mount Lemmon         | Mt. Lemmon Survey |
| 454493 | 2014 OS144             | 25 de novembre de 2000 | Kitt Peak            | Spacewatch        |
| 454494 | 2014 OR150             | 10 de novembre de 2006 | Kitt Peak            | Spacewatch        |
| 454495 | 2014 OW151             | 11 de desembre de 2002 | Socorro              | LINEAR            |
| 454496 | 2014 OP155             | 15 de gener de 2008    | Mount Lemmon         | Mt. Lemmon Survey |
| 454497 | 2014 OP170             | 10 d'octubre de 2010   | Kitt Peak            | Spacewatch        |
| 454498 | 2014 OM175             | 24 de desembre de 2006 | Kitt Peak            | Spacewatch        |
| 454499 | 2014 OU176             | 28 de setembre de 2006 | Mount Lemmon         | Mt. Lemmon Survey |
| 454500 | 2014 OD178             | 17 de setembre de 2010 | Mount Lemmon         | Mt. Lemmon Survey |

## 454501–454600
| Nom    | Designació provisional | Data de descobriment   | Lloc de descobriment | Descobridor/s                        |
| ------ | ---------------------- | ---------------------- | -------------------- | ------------------------------------ |
| 454501 | 2014 OF178             | 7 de gener de 2005     | Catalina             | CSS                                  |
| 454502 | 2014 OX178             | 11 d'octubre de 2007   | Catalina             | CSS                                  |
| 454503 | 2014 OY178             | 4 d'abril de 2005      | Mount Lemmon         | Mt. Lemmon Survey                    |
| 454504 | 2014 OD180             | 30 d'abril de 2008     | Kitt Peak            | Spacewatch                           |
| 454505 | 2014 OS180             | 20 de gener de 2010    | WISE                 | WISE                                 |
| 454506 | 2014 OB181             | 13 d'octubre de 2007   | Catalina             | CSS                                  |
| 454507 | 2014 OK182             | 14 d'abril de 2008     | Mount Lemmon         | Mt. Lemmon Survey                    |
| 454508 | 2014 OQ184             | 2 de desembre de 2005  | Mount Lemmon         | Mt. Lemmon Survey                    |
| 454509 | 2014 OG185             | 31 d'octubre de 2006   | Mount Lemmon         | Mt. Lemmon Survey                    |
| 454510 | 2014 OU185             | 2 de gener de 2011     | Mount Lemmon         | Mt. Lemmon Survey                    |
| 454511 | 2014 OJ197             | 8 de gener de 2010     | WISE                 | WISE                                 |
| 454512 | 2014 OT201             | 22 de desembre de 2005 | Kitt Peak            | Spacewatch                           |
| 454513 | 2014 OB205             | 30 d'agost de 2005     | Kitt Peak            | Spacewatch                           |
| 454514 | 2014 OA210             | 5 de desembre de 2007  | Mount Lemmon         | Mt. Lemmon Survey                    |
| 454515 | 2014 OG212             | 22 de novembre de 2000 | Kitt Peak            | Spacewatch                           |
| 454516 | 2014 ON214             | 23 de setembre de 2009 | Catalina             | CSS                                  |
| 454517 | 2014 OK215             | 10 de febrer de 2010   | Kitt Peak            | Spacewatch                           |
| 454518 | 2014 OA218             | 10 d'abril de 2010     | Kitt Peak            | Spacewatch                           |
| 454519 | 2014 OL220             | 11 de febrer de 2008   | Mount Lemmon         | Mt. Lemmon Survey                    |
| 454520 | 2014 OM224             | 28 d'octubre de 2010   | Mount Lemmon         | Mt. Lemmon Survey                    |
| 454521 | 2014 OH226             | 25 d'octubre de 2005   | Kitt Peak            | Spacewatch                           |
| 454522 | 2014 OX226             | 5 de juny de 2013      | Mount Lemmon         | Mt. Lemmon Survey                    |
| 454523 | 2014 OR240             | 26 de setembre de 2006 | Kitt Peak            | Spacewatch                           |
| 454524 | 2014 OB241             | 8 d'octubre de 2007    | Mount Lemmon         | Mt. Lemmon Survey                    |
| 454525 | 2014 OD243             | 14 de març de 2004     | Kitt Peak            | Spacewatch                           |
| 454526 | 2014 ON246             | 19 de gener de 2012    | Kitt Peak            | Spacewatch                           |
| 454527 | 2014 OM263             | 14 de desembre de 2010 | Mount Lemmon         | Mt. Lemmon Survey                    |
| 454528 | 2014 OZ273             | 30 d'octubre de 2002   | Kitt Peak            | Spacewatch                           |
| 454529 | 2014 OQ276             | 17 d'octubre de 1998   | Kitt Peak            | Spacewatch                           |
| 454530 | 2014 OW282             | 17 d'agost de 2009     | Kitt Peak            | Spacewatch                           |
| 454531 | 2014 OT286             | 23 de març de 2006     | Mount Lemmon         | Mt. Lemmon Survey                    |
| 454532 | 2014 OP291             | 10 de gener de 2011    | Mount Lemmon         | Mt. Lemmon Survey                    |
| 454533 | 2014 OG308             | 22 de gener de 2006    | Mount Lemmon         | Mt. Lemmon Survey                    |
| 454534 | 2014 OH309             | 27 de juliol de 2009   | Kitt Peak            | Spacewatch                           |
| 454535 | 2014 OB311             | 10 de setembre de 2010 | Kitt Peak            | Spacewatch                           |
| 454536 | 2014 OX317             | 19 de març de 2007     | Mount Lemmon         | Mt. Lemmon Survey                    |
| 454537 | 2014 OD333             | 13 de maig de 1996     | Kitt Peak            | Spacewatch                           |
| 454538 | 2014 OW333             | 10 d'abril de 2013     | Mount Lemmon         | Mt. Lemmon Survey                    |
| 454539 | 2014 OE334             | 23 d'abril de 2009     | Mount Lemmon         | Mt. Lemmon Survey                    |
| 454540 | 2014 OF334             | 31 de març de 2010     | WISE                 | WISE                                 |
| 454541 | 2014 OA336             | 20 de setembre de 2006 | Catalina             | CSS                                  |
| 454542 | 2014 OS341             | 15 de gener de 2004    | Kitt Peak            | Spacewatch                           |
| 454543 | 2014 OK342             | 1 d'abril de 2008      | Kitt Peak            | Spacewatch                           |
| 454544 | 2014 ON351             | 2 de juny de 2014      | Mount Lemmon         | Mt. Lemmon Survey                    |
| 454545 | 2014 OE353             | 10 de setembre de 2010 | Kitt Peak            | Spacewatch                           |
| 454546 | 2014 OP354             | 29 de setembre de 2011 | Mount Lemmon         | Mt. Lemmon Survey                    |
| 454547 | 2014 OA355             | 5 de gener de 2006     | Kitt Peak            | Spacewatch                           |
| 454548 | 2014 OT364             | 26 de març de 2008     | Mount Lemmon         | Mt. Lemmon Survey                    |
| 454549 | 2014 ON377             | 2 de novembre de 2005  | Mount Lemmon         | Mt. Lemmon Survey                    |
| 454550 | 2014 OG385             | 10 d'agost de 2010     | Kitt Peak            | Spacewatch                           |
| 454551 | 2014 OJ385             | 16 de setembre de 2010 | Kitt Peak            | Spacewatch                           |
| 454552 | 2014 OU385             | 9 de desembre de 2010  | Kitt Peak            | Spacewatch                           |
| 454553 | 2014 OZ385             | 23 d'octubre de 2006   | Kitt Peak            | Spacewatch                           |
| 454554 | 2014 OA386             | 17 d'octubre de 2010   | Mount Lemmon         | Mt. Lemmon Survey                    |
| 454555 | 2014 OB386             | 6 de juliol de 2005    | Kitt Peak            | Spacewatch                           |
| 454556 | 2014 OS388             | 21 de febrer de 2009   | Kitt Peak            | Spacewatch                           |
| 454557 | 2014 OY388             | 5 de novembre de 2010  | Mount Lemmon         | Mt. Lemmon Survey                    |
| 454558 | 2014 OZ388             | 25 de desembre de 2005 | Kitt Peak            | Spacewatch                           |
| 454559 | 2014 PF                | 9 d'abril de 2010      | Catalina             | CSS                                  |
| 454560 | 2014 PH1               | 1 d'abril de 2013      | Mount Lemmon         | Mt. Lemmon Survey                    |
| 454561 | 2014 PK2               | 15 de setembre de 2006 | Kitt Peak            | Spacewatch                           |
| 454562 | 2014 PN2               | 11 de novembre de 2010 | Mount Lemmon         | Mt. Lemmon Survey                    |
| 454563 | 2014 PS3               | 18 de març de 2002     | Kitt Peak            | Spacewatch                           |
| 454564 | 2014 PW5               | 14 de juny de 2010     | WISE                 | WISE                                 |
| 454565 | 2014 PC6               | 9 d'octubre de 1999    | Kitt Peak            | Spacewatch                           |
| 454566 | 2014 PM6               | 7 de novembre de 2010  | Mount Lemmon         | Mt. Lemmon Survey                    |
| 454567 | 2014 PS7               | 31 d'octubre de 2006   | Mount Lemmon         | Mt. Lemmon Survey                    |
| 454568 | 2014 PV7               | 8 de setembre de 2010  | Kitt Peak            | Spacewatch                           |
| 454569 | 2014 PR8               | 12 de novembre de 2010 | Catalina             | CSS                                  |
| 454570 | 2014 PE9               | 22 de setembre de 2003 | Kitt Peak            | Spacewatch                           |
| 454571 | 2014 PK9               | 19 d'octubre de 2011   | Mount Lemmon         | Mt. Lemmon Survey                    |
| 454572 | 2014 PZ10              | 2 d'abril de 2005      | Kitt Peak            | Spacewatch                           |
| 454573 | 2014 PO13              | 27 de febrer de 2006   | Mount Lemmon         | Mt. Lemmon Survey                    |
| 454574 | 2014 PS14              | 1 de febrer de 2012    | Mount Lemmon         | Mt. Lemmon Survey                    |
| 454575 | 2014 PD16              | 4 de setembre de 2010  | Kitt Peak            | Spacewatch                           |
| 454576 | 2014 PZ16              | 21 de setembre de 2009 | Kitt Peak            | Spacewatch                           |
| 454577 | 2014 PE18              | 10 de desembre de 2010 | Kitt Peak            | Spacewatch                           |
| 454578 | 2014 PG18              | 5 d'octubre de 2004    | Kitt Peak            | Spacewatch                           |
| 454579 | 2014 PW19              | 25 de març de 2006     | Mount Lemmon         | Mt. Lemmon Survey                    |
| 454580 | 2014 PG22              | 29 d'octubre de 2005   | Mount Lemmon         | Mt. Lemmon Survey                    |
| 454581 | 2014 PU24              | 14 de febrer de 1997   | Xinglong             | Beijing Schmidt CCD Asteroid Program |
| 454582 | 2014 PV24              | 25 de febrer de 2006   | Kitt Peak            | Spacewatch                           |
| 454583 | 2014 PW25              | 27 de gener de 2006    | Mount Lemmon         | Mt. Lemmon Survey                    |
| 454584 | 2014 PN26              | 4 de gener de 2006     | Kitt Peak            | Spacewatch                           |
| 454585 | 2014 PZ28              | 21 de gener de 2006    | Kitt Peak            | Spacewatch                           |
| 454586 | 2014 PM30              | 22 d'octubre de 2009   | Mount Lemmon         | Mt. Lemmon Survey                    |
| 454587 | 2014 PA33              | 28 de febrer de 2008   | Mount Lemmon         | Mt. Lemmon Survey                    |
| 454588 | 2014 PZ35              | 1 de novembre de 2010  | Mount Lemmon         | Mt. Lemmon Survey                    |
| 454589 | 2014 PX37              | 24 de setembre de 2009 | Mount Lemmon         | Mt. Lemmon Survey                    |
| 454590 | 2014 PJ39              | 25 de febrer de 2007   | Mount Lemmon         | Mt. Lemmon Survey                    |
| 454591 | 2014 PW41              | 16 d'octubre de 2009   | Catalina             | CSS                                  |
| 454592 | 2014 PT42              | 15 de maig de 2009     | Kitt Peak            | Spacewatch                           |
| 454593 | 2014 PC44              | 27 de març de 2010     | WISE                 | WISE                                 |
| 454594 | 2014 PV44              | 14 de setembre de 2007 | Mount Lemmon         | Mt. Lemmon Survey                    |
| 454595 | 2014 PK47              | 2 de setembre de 2010  | Mount Lemmon         | Mt. Lemmon Survey                    |
| 454596 | 2014 PC48              | 18 de març de 1998     | Kitt Peak            | Spacewatch                           |
| 454597 | 2014 PV49              | 22 de gener de 1998    | Kitt Peak            | Spacewatch                           |
| 454598 | 2014 PE57              | 7 de juliol de 2010    | WISE                 | WISE                                 |
| 454599 | 2014 PF58              | 9 de novembre de 2007  | Kitt Peak            | Spacewatch                           |
| 454600 | 2014 PT62              | 27 de febrer de 2006   | Kitt Peak            | Spacewatch                           |

## 454601–454700
| Nom    | Designació provisional | Data de descobriment   | Lloc de descobriment | Descobridor/s     |
| ------ | ---------------------- | ---------------------- | -------------------- | ----------------- |
| 454601 | 2014 PM65              | 19 de maig de 2004     | Kitt Peak            | Spacewatch        |
| 454602 | 2014 PB66              | 22 d'octubre de 2009   | Mount Lemmon         | Mt. Lemmon Survey |
| 454603 | 2014 PF66              | 14 d'octubre de 2001   | Kitt Peak            | Spacewatch        |
| 454604 | 2014 QJ15              | 10 de desembre de 2004 | Kitt Peak            | Spacewatch        |
| 454605 | 2014 QN19              | 19 de setembre de 2003 | Kitt Peak            | Spacewatch        |
| 454606 | 2014 QD22              | 8 de novembre de 2009  | Mount Lemmon         | Mt. Lemmon Survey |
| 454607 | 2014 QX26              | 5 d'abril de 2000      | Socorro              | LINEAR            |
| 454608 | 2014 QL27              | 22 de setembre de 2009 | Kitt Peak            | Spacewatch        |
| 454609 | 2014 QN30              | 4 de febrer de 2010    | WISE                 | WISE              |
| 454610 | 2014 QD35              | 13 d'octubre de 2005   | Kitt Peak            | Spacewatch        |
| 454611 | 2014 QP40              | 26 de setembre de 2009 | Kitt Peak            | Spacewatch        |
| 454612 | 2014 QW44              | 23 de setembre de 2011 | Kitt Peak            | Spacewatch        |
| 454613 | 2014 QO45              | 13 de febrer de 2004   | Kitt Peak            | Spacewatch        |
| 454614 | 2014 QU45              | 19 d'agost de 2006     | Kitt Peak            | Spacewatch        |
| 454615 | 2014 QX46              | 15 d'octubre de 2004   | Mount Lemmon         | Mt. Lemmon Survey |
| 454616 | 2014 QN59              | 20 de gener de 2012    | Mount Lemmon         | Mt. Lemmon Survey |
| 454617 | 2014 QR66              | 11 de setembre de 2010 | Mount Lemmon         | Mt. Lemmon Survey |
| 454618 | 2014 QY72              | 1 d'agost de 2003      | Socorro              | LINEAR            |
| 454619 | 2014 QT90              | 17 de setembre de 2009 | Mount Lemmon         | Mt. Lemmon Survey |
| 454620 | 2014 QF105             | 6 de juliol de 2005    | Kitt Peak            | Spacewatch        |
| 454621 | 2014 QE117             | 4 de setembre de 2008  | Kitt Peak            | Spacewatch        |
| 454622 | 2014 QM119             | 26 de gener de 2011    | Mount Lemmon         | Mt. Lemmon Survey |
| 454623 | 2014 QV126             | 18 de setembre de 2009 | Kitt Peak            | Spacewatch        |
| 454624 | 2014 QG130             | 7 d'octubre de 2004    | Kitt Peak            | Spacewatch        |
| 454625 | 2014 QD132             | 28 d'octubre de 2005   | Kitt Peak            | Spacewatch        |
| 454626 | 2014 QT132             | 15 de setembre de 2009 | Kitt Peak            | Spacewatch        |
| 454627 | 2014 QO133             | 22 d'octubre de 2009   | Mount Lemmon         | Mt. Lemmon Survey |
| 454628 | 2014 QX135             | 15 de setembre de 2009 | Kitt Peak            | Spacewatch        |
| 454629 | 2014 QA143             | 15 de juny de 2013     | Mount Lemmon         | Mt. Lemmon Survey |
| 454630 | 2014 QD168             | 25 d'abril de 2006     | Kitt Peak            | Spacewatch        |
| 454631 | 2014 QR173             | 23 de setembre de 2008 | Kitt Peak            | Spacewatch        |
| 454632 | 2014 QV175             | 10 de febrer de 2008   | Kitt Peak            | Spacewatch        |
| 454633 | 2014 QE179             | 12 de setembre de 2007 | Catalina             | CSS               |
| 454634 | 2014 QT181             | 19 de febrer de 2009   | Mount Lemmon         | Mt. Lemmon Survey |
| 454635 | 2014 QK188             | 15 de març de 2012     | Kitt Peak            | Spacewatch        |
| 454636 | 2014 QV194             | 15 de gener de 2008    | Mount Lemmon         | Mt. Lemmon Survey |
| 454637 | 2014 QM201             | 11 d'octubre de 2010   | Mount Lemmon         | Mt. Lemmon Survey |
| 454638 | 2014 QL207             | 1 d'octubre de 2005    | Mount Lemmon         | Mt. Lemmon Survey |
| 454639 | 2014 QZ213             | 20 d'octubre de 2003   | Kitt Peak            | Spacewatch        |
| 454640 | 2014 QU215             | 25 d'abril de 2004     | Kitt Peak            | Spacewatch        |
| 454641 | 2014 QB219             | 15 de setembre de 2009 | Kitt Peak            | Spacewatch        |
| 454642 | 2014 QK220             | 13 de juny de 2004     | Kitt Peak            | Spacewatch        |
| 454643 | 2014 QP237             | 17 d'octubre de 2003   | Kitt Peak            | Spacewatch        |
| 454644 | 2014 QK244             | 28 de desembre de 2005 | Kitt Peak            | Spacewatch        |
| 454645 | 2014 QL247             | 11 de maig de 2007     | Mount Lemmon         | Mt. Lemmon Survey |
| 454646 | 2014 QY253             | 11 de gener de 2011    | Kitt Peak            | Spacewatch        |
| 454647 | 2014 QU257             | 9 de novembre de 2009  | Mount Lemmon         | Mt. Lemmon Survey |
| 454648 | 2014 QE266             | 3 de setembre de 2010  | Mount Lemmon         | Mt. Lemmon Survey |
| 454649 | 2014 QB267             | 18 de setembre de 2003 | Kitt Peak            | Spacewatch        |
| 454650 | 2014 QK273             | 16 d'octubre de 2006   | Kitt Peak            | Spacewatch        |
| 454651 | 2014 QZ276             | 4 de novembre de 1996  | Kitt Peak            | Spacewatch        |
| 454652 | 2014 QX278             | 19 de novembre de 2006 | Catalina             | CSS               |
| 454653 | 2014 QE298             | 4 d'agost de 2003      | Kitt Peak            | Spacewatch        |
| 454654 | 2014 QB301             | 7 de novembre de 2010  | Mount Lemmon         | Mt. Lemmon Survey |
| 454655 | 2014 QW303             | 9 de gener de 2006     | Kitt Peak            | Spacewatch        |
| 454656 | 2014 QV305             | 16 de setembre de 2003 | Kitt Peak            | Spacewatch        |
| 454657 | 2014 QG314             | 11 d'octubre de 1999   | Kitt Peak            | Spacewatch        |
| 454658 | 2014 QH317             | 28 de febrer de 2008   | Mount Lemmon         | Mt. Lemmon Survey |
| 454659 | 2014 QW319             | 2 de desembre de 2005  | Kitt Peak            | Spacewatch        |
| 454660 | 2014 QX323             | 18 d'agost de 2009     | Kitt Peak            | Spacewatch        |
| 454661 | 2014 QN336             | 4 de setembre de 2008  | Kitt Peak            | Spacewatch        |
| 454662 | 2014 QM337             | 17 de setembre de 1998 | Kitt Peak            | Spacewatch        |
| 454663 | 2014 QT337             | 2 de gener de 2012     | Kitt Peak            | Spacewatch        |
| 454664 | 2014 QB346             | 19 de novembre de 2007 | Mount Lemmon         | Mt. Lemmon Survey |
| 454665 | 2014 QP349             | 14 d'octubre de 2010   | Mount Lemmon         | Mt. Lemmon Survey |
| 454666 | 2014 QB370             | 27 de setembre de 2009 | Mount Lemmon         | Mt. Lemmon Survey |
| 454667 | 2014 QM370             | 27 de març de 1995     | Kitt Peak            | Spacewatch        |
| 454668 | 2014 QY370             | 29 de març de 2008     | Mount Lemmon         | Mt. Lemmon Survey |
| 454669 | 2014 QA371             | 2 d'octubre de 2006    | Mount Lemmon         | Mt. Lemmon Survey |
| 454670 | 2014 QB376             | 14 de març de 2007     | Mount Lemmon         | Mt. Lemmon Survey |
| 454671 | 2014 QS377             | 20 de novembre de 2006 | Kitt Peak            | Spacewatch        |
| 454672 | 2014 QZ377             | 17 de gener de 2007    | Kitt Peak            | Spacewatch        |
| 454673 | 2014 QD378             | 15 d'abril de 1997     | Kitt Peak            | Spacewatch        |
| 454674 | 2014 QF386             | 14 de desembre de 2004 | Kitt Peak            | Spacewatch        |
| 454675 | 2014 QZ387             | 3 de març de 2005      | Kitt Peak            | Spacewatch        |
| 454676 | 2014 QD402             | 4 de juny de 2013      | Mount Lemmon         | Mt. Lemmon Survey |
| 454677 | 2014 QX402             | 29 de setembre de 2009 | Mount Lemmon         | Mt. Lemmon Survey |
| 454678 | 2014 QL410             | 13 de febrer de 2010   | WISE                 | WISE              |
| 454679 | 2014 QQ414             | 12 de setembre de 2005 | Kitt Peak            | Spacewatch        |
| 454680 | 2014 QG418             | 7 de maig de 2002      | Kitt Peak            | Spacewatch        |
| 454681 | 2014 QB425             | 29 d'octubre de 2010   | Mount Lemmon         | Mt. Lemmon Survey |
| 454682 | 2014 QR426             | 1 d'octubre de 2003    | Kitt Peak            | Spacewatch        |
| 454683 | 2014 QA437             | 1 d'octubre de 2005    | Anderson Mesa        | LONEOS            |
| 454684 | 2014 QZ439             | 11 de novembre de 2004 | Kitt Peak            | Spacewatch        |
| 454685 | 2014 RL3               | 28 d'agost de 2005     | Kitt Peak            | Spacewatch        |
| 454686 | 2014 RX4               | 1 de juny de 1997      | Kitt Peak            | Spacewatch        |
| 454687 | 2014 RR16              | 14 de març de 2012     | Catalina             | CSS               |
| 454688 | 2014 RF20              | 23 de gener de 2006    | Kitt Peak            | Spacewatch        |
| 454689 | 2014 RJ21              | 26 de març de 2004     | Kitt Peak            | Spacewatch        |
| 454690 | 2014 RW21              | 20 de juny de 2006     | Mount Lemmon         | Mt. Lemmon Survey |
| 454691 | 2014 RE22              | 2 de març de 2008      | Mount Lemmon         | Mt. Lemmon Survey |
| 454692 | 2014 RN24              | 6 d'octubre de 2005    | Kitt Peak            | Spacewatch        |
| 454693 | 2014 RP34              | 23 de gener de 2011    | Mount Lemmon         | Mt. Lemmon Survey |
| 454694 | 2014 RC35              | 13 de maig de 2007     | Mount Lemmon         | Mt. Lemmon Survey |
| 454695 | 2014 RQ35              | 13 de gener de 2005    | Kitt Peak            | Spacewatch        |
| 454696 | 2014 SF12              | 12 d'octubre de 1998   | Kitt Peak            | Spacewatch        |
| 454697 | 2014 SX48              | 26 de març de 2007     | Kitt Peak            | Spacewatch        |
| 454698 | 2014 SW52              | 10 de desembre de 2006 | Kitt Peak            | Spacewatch        |
| 454699 | 2014 SZ90              | 29 de maig de 2008     | Mount Lemmon         | Mt. Lemmon Survey |
| 454700 | 2014 SP91              | 19 d'agost de 2003     | Campo Imperatore     | CINEOS            |

## 454701–454800
| Nom    | Designació provisional | Data de descobriment   | Lloc de descobriment | Descobridor/s        |
| ------ | ---------------------- | ---------------------- | -------------------- | -------------------- |
| 454701 | 2014 SV92              | 2 d'octubre de 2005    | Mount Lemmon         | Mt. Lemmon Survey    |
| 454702 | 2014 SZ100             | 7 de setembre de 2004  | Kitt Peak            | Spacewatch           |
| 454703 | 2014 SP102             | 13 de març de 2005     | Kitt Peak            | Spacewatch           |
| 454704 | 2014 SZ103             | 19 de novembre de 2009 | Mount Lemmon         | Mt. Lemmon Survey    |
| 454705 | 2014 SJ107             | 15 de setembre de 2009 | Kitt Peak            | Spacewatch           |
| 454706 | 2014 SO111             | 19 de setembre de 2003 | Kitt Peak            | Spacewatch           |
| 454707 | 2014 SU114             | 15 de novembre de 1995 | Kitt Peak            | Spacewatch           |
| 454708 | 2014 SS117             | 30 de desembre de 2005 | Kitt Peak            | Spacewatch           |
| 454709 | 2014 SS124             | 18 de desembre de 2004 | Mount Lemmon         | Mt. Lemmon Survey    |
| 454710 | 2014 SX125             | 23 d'agost de 2004     | Kitt Peak            | Spacewatch           |
| 454711 | 2014 SP130             | 2 de març de 2006      | Kitt Peak            | Spacewatch           |
| 454712 | 2014 SZ158             | 28 de setembre de 2003 | Kitt Peak            | Spacewatch           |
| 454713 | 2014 SK162             | 15 d'abril de 2007     | Mount Lemmon         | Mt. Lemmon Survey    |
| 454714 | 2014 SR172             | 25 d'octubre de 2005   | Mount Lemmon         | Mt. Lemmon Survey    |
| 454715 | 2014 SW178             | 30 de setembre de 2003 | Kitt Peak            | Spacewatch           |
| 454716 | 2014 SN189             | 16 de setembre de 2009 | Mount Lemmon         | Mt. Lemmon Survey    |
| 454717 | 2014 SM212             | 30 de març de 2011     | Mount Lemmon         | Mt. Lemmon Survey    |
| 454718 | 2014 SY220             | 19 d'octubre de 2006   | Catalina             | CSS                  |
| 454719 | 2014 SS222             | 16 de març de 2010     | WISE                 | WISE                 |
| 454720 | 2014 SV222             | 6 de març de 2008      | Mount Lemmon         | Mt. Lemmon Survey    |
| 454721 | 2014 SJ223             | 14 d'octubre de 2009   | Mount Lemmon         | Mt. Lemmon Survey    |
| 454722 | 2014 SN223             | 16 de novembre de 2006 | Catalina             | CSS                  |
| 454723 | 2014 SF264             | 7 de setembre de 2004  | Kitt Peak            | Spacewatch           |
| 454724 | 2014 ST265             | 1 de juliol de 2008    | Kitt Peak            | Spacewatch           |
| 454725 | 2014 SB267             | 14 de gener de 2011    | Kitt Peak            | Spacewatch           |
| 454726 | 2014 SB278             | 9 de setembre de 2009  | Mount Lemmon         | Mt. Lemmon Survey    |
| 454727 | 2014 SQ289             | 17 d'octubre de 2010   | Mount Lemmon         | Mt. Lemmon Survey    |
| 454728 | 2014 TR12              | 23 d'octubre de 2003   | Kitt Peak            | Spacewatch           |
| 454729 | 2014 TR37              | 5 d'octubre de 2003    | Kitt Peak            | Spacewatch           |
| 454730 | 2014 TY41              | 19 d'abril de 2007     | Kitt Peak            | Spacewatch           |
| 454731 | 2014 TZ63              | 20 de setembre de 2009 | Mount Lemmon         | Mt. Lemmon Survey    |
| 454732 | 2014 TW81              | 6 de desembre de 2005  | Kitt Peak            | Spacewatch           |
| 454733 | 2014 TO85              | 1 d'octubre de 2003    | Anderson Mesa        | LONEOS               |
| 454734 | 2014 UL8               | 28 de novembre de 2000 | Kitt Peak            | Spacewatch           |
| 454735 | 2014 UM13              | 23 de juny de 2011     | Kitt Peak            | Spacewatch           |
| 454736 | 2014 UW17              | 28 d'octubre de 2005   | Mount Lemmon         | Mt. Lemmon Survey    |
| 454737 | 2014 UL18              | 14 d'abril de 2010     | WISE                 | WISE                 |
| 454738 | 2014 US89              | 26 de març de 2011     | Mount Lemmon         | Mt. Lemmon Survey    |
| 454739 | 2014 UC92              | 16 de novembre de 2009 | Kitt Peak            | Spacewatch           |
| 454740 | 2014 UX92              | 25 d'abril de 2006     | Kitt Peak            | Spacewatch           |
| 454741 | 2014 UB106             | 27 de novembre de 2009 | Kitt Peak            | Spacewatch           |
| 454742 | 2014 UW124             | 13 d'octubre de 2010   | Catalina             | CSS                  |
| 454743 | 2014 UH126             | 14 de maig de 2007     | Siding Spring        | Siding Spring Survey |
| 454744 | 2014 UL133             | 4 d'abril de 2008      | Kitt Peak            | Spacewatch           |
| 454745 | 2014 UT140             | 19 de març de 2001     | Kitt Peak            | Spacewatch           |
| 454746 | 2014 UA187             | 22 d'octubre de 2003   | Kitt Peak            | Spacewatch           |
| 454747 | 2014 UX194             | 9 de novembre de 2009  | Mount Lemmon         | Mt. Lemmon Survey    |
| 454748 | 2014 UA204             | 14 de novembre de 2007 | Kitt Peak            | Spacewatch           |
| 454749 | 2014 UG204             | 26 de novembre de 2005 | Kitt Peak            | Spacewatch           |
| 454750 | 2014 UP216             | 14 de gener de 2010    | Kitt Peak            | Spacewatch           |
| 454751 | 2014 VU5               | 19 de novembre de 2009 | Kitt Peak            | Spacewatch           |
| 454752 | 2014 VU9               | 11 de maig de 2008     | Mount Lemmon         | Mt. Lemmon Survey    |
| 454753 | 2014 VQ12              | 30 de març de 2008     | Kitt Peak            | Spacewatch           |
| 454754 | 2014 VP15              | 6 de març de 2010      | WISE                 | WISE                 |
| 454755 | 2014 VZ16              | 30 de juliol de 2008   | Mount Lemmon         | Mt. Lemmon Survey    |
| 454756 | 2014 WV6               | 26 de gener de 2006    | Mount Lemmon         | Mt. Lemmon Survey    |
| 454757 | 2014 WD23              | 2 d'octubre de 2003    | Kitt Peak            | Spacewatch           |
| 454758 | 2014 WV23              | 21 de desembre de 2006 | Kitt Peak            | Spacewatch           |
| 454759 | 2014 WG32              | 16 de juny de 2007     | Kitt Peak            | Spacewatch           |
| 454760 | 2014 WF48              | 18 d'abril de 2006     | Anderson Mesa        | LONEOS               |
| 454761 | 2014 WX67              | 31 d'octubre de 2005   | Mount Lemmon         | Mt. Lemmon Survey    |
| 454762 | 2014 WU115             | 25 de març de 2006     | Kitt Peak            | Spacewatch           |
| 454763 | 2014 WJ116             | 29 de març de 2008     | Kitt Peak            | Spacewatch           |
| 454764 | 2014 WW172             | 10 de setembre de 2010 | Kitt Peak            | Spacewatch           |
| 454765 | 2014 WJ213             | 19 de novembre de 2003 | Kitt Peak            | Spacewatch           |
| 454766 | 2014 WF228             | 18 de març de 2004     | Kitt Peak            | Spacewatch           |
| 454767 | 2014 WV235             | 31 de gener de 2006    | Kitt Peak            | Spacewatch           |
| 454768 | 2014 WN237             | 30 de juliol de 2008   | Mount Lemmon         | Mt. Lemmon Survey    |
| 454769 | 2014 WC243             | 31 d'agost de 2005     | Anderson Mesa        | LONEOS               |
| 454770 | 2014 WE253             | 13 d'agost de 2009     | Siding Spring        | Siding Spring Survey |
| 454771 | 2014 WR277             | 1 de desembre de 1994  | Kitt Peak            | Spacewatch           |
| 454772 | 2014 WK288             | 16 de juny de 2006     | Kitt Peak            | Spacewatch           |
| 454773 | 2014 WO318             | 26 de novembre de 2009 | Mount Lemmon         | Mt. Lemmon Survey    |
| 454774 | 2014 WR320             | 5 de març de 2006      | Kitt Peak            | Spacewatch           |
| 454775 | 2014 WH400             | 21 d'agost de 2008     | Kitt Peak            | Spacewatch           |
| 454776 | 2014 WL400             | 13 de gener de 2005    | Kitt Peak            | Spacewatch           |
| 454777 | 2014 WA423             | 25 de maig de 2006     | Mount Lemmon         | Mt. Lemmon Survey    |
| 454778 | 2014 WE464             | 9 d'octubre de 2008    | Mount Lemmon         | Mt. Lemmon Survey    |
| 454779 | 2014 XZ3               | 30 d'octubre de 2005   | Catalina             | CSS                  |
| 454780 | 2014 XE6               | 1 de març de 2010      | WISE                 | WISE                 |
| 454781 | 2014 XK11              | 10 de març de 2010     | WISE                 | WISE                 |
| 454782 | 2014 XY28              | 25 de novembre de 2009 | Kitt Peak            | Spacewatch           |
| 454783 | 2014 YR16              | 19 de desembre de 2009 | Kitt Peak            | Spacewatch           |
| 454784 | 2014 YD21              | 17 de desembre de 2009 | Mount Lemmon         | Mt. Lemmon Survey    |
| 454785 | 2014 YW25              | 26 d'octubre de 2008   | Mount Lemmon         | Mt. Lemmon Survey    |
| 454786 | 2015 AJ1               | 8 de setembre de 1996  | Kitt Peak            | Spacewatch           |
| 454787 | 2015 NW6               | 12 de desembre de 2012 | Mount Lemmon         | Mt. Lemmon Survey    |
| 454788 | 2015 OT24              | 30 de desembre de 2008 | Kitt Peak            | Spacewatch           |
| 454789 | 2015 OQ27              | 14 de setembre de 2005 | Catalina             | CSS                  |
| 454790 | 2015 OF36              | 30 de juliol de 2008   | Mount Lemmon         | Mt. Lemmon Survey    |
| 454791 | 2015 OU76              | 5 de desembre de 2008  | Mount Lemmon         | Mt. Lemmon Survey    |
| 454792 | 2015 PT10              | 8 de juny de 2010      | WISE                 | WISE                 |
| 454793 | 2015 PL12              | 24 d'octubre de 1995   | Kitt Peak            | Spacewatch           |
| 454794 | 2015 PZ218             | 11 d'octubre de 2006   | Kitt Peak            | Spacewatch           |
| 454795 | 2015 PO275             | 10 de març de 2011     | Kitt Peak            | Spacewatch           |
| 454796 | 2015 QO7               | 4 d'abril de 2003      | Kitt Peak            | Spacewatch           |
| 454797 | 2015 QM9               | 31 d'octubre de 2006   | Mount Lemmon         | Mt. Lemmon Survey    |
| 454798 | 2015 QU10              | 23 d'abril de 2010     | WISE                 | WISE                 |
| 454799 | 2015 QV10              | 5 de setembre de 2010  | Mount Lemmon         | Mt. Lemmon Survey    |
| 454800 | 2015 RY1               | 12 d'abril 2010        | Mount Lemmon         | Mt. Lemmon Survey    |

## 454801–454900
| Nom    | Designació provisional | Data de descobriment     | Lloc de descobriment | Descobridor/s        |
| ------ | ---------------------- | ------------------------ | -------------------- | -------------------- |
| 454801 | 2015 RK28              | 29 d'octubre 2006        | Mount Lemmon         | Mt. Lemmon Survey    |
| 454802 | 2015 RA34              | 5 de gener de 2003       | Socorro              | LINEAR               |
| 454803 | 2015 RE38              | 18 de novembre de 2006   | Kitt Peak            | Spacewatch           |
| 454804 | 2015 RH53              | 15 d'octubre de 2004     | Kitt Peak            | Spacewatch           |
| 454805 | 2015 RY53              | 2 d'octubre de 2003      | Kitt Peak            | Spacewatch           |
| 454806 | 2015 RH60              | 15 de setembre de 2004   | Kitt Peak            | Spacewatch           |
| 454807 | 2015 RS61              | 30 de gener de 2006      | Kitt Peak            | Spacewatch           |
| 454808 | 2015 RJ73              | 30 d'octubre de 2005     | Mount Lemmon         | Mt. Lemmon Survey    |
| 454809 | 2015 RU73              | 20 d'octubre de 2007     | Kitt Peak            | Spacewatch           |
| 454810 | 2015 RY89              | 7 de desembre de 2004    | Socorro              | LINEAR               |
| 454811 | 2015 RP93              | 20 de novembre de 2003   | Kitt Peak            | Spacewatch           |
| 454812 | 2015 RV94              | 26 de setembre de 2005   | Kitt Peak            | Spacewatch           |
| 454813 | 2015 RB96              | 9 d'octubre de 2004      | Kitt Peak            | Spacewatch           |
| 454814 | 2015 RH99              | 11 de novembre de 2010   | Catalina             | CSS                  |
| 454815 | 2015 RG102             | 26 de setembre de 2000   | Anderson Mesa        | LONEOS               |
| 454816 | 2015 RQ102             | 1 de novembre de 2000    | Kitt Peak            | Spacewatch           |
| 454817 | 2015 RC106             | 30 de desembre de 2008   | Mount Lemmon         | Mt. Lemmon Survey    |
| 454818 | 2015 RO106             | 1 de novembre de 2007    | Kitt Peak            | Spacewatch           |
| 454819 | 2015 RM107             | 22 de desembre de 2008   | Kitt Peak            | Spacewatch           |
| 454820 | 2015 RH108             | 11 de setembre de 2004   | Kitt Peak            | Spacewatch           |
| 454821 | 2015 RH115             | 24 d'octubre de 2005     | Kitt Peak            | Spacewatch           |
| 454822 | 2015 RT116             | 29 d'abril de 2008       | Kitt Peak            | Spacewatch           |
| 454823 | 2015 RA117             | 29 de gener de 1995      | Kitt Peak            | Spacewatch           |
| 454824 | 2015 RB117             | 6 de novembre de 2010    | Mount Lemmon         | Mt. Lemmon Survey    |
| 454825 | 2015 RS118             | 12 de setembre de 2001   | Socorro              | LINEAR               |
| 454826 | 2015 RB134             | 7 de febrer de 2008      | Kitt Peak            | Spacewatch           |
| 454827 | 2015 RJ145             | 11 de juny de 2005       | Kitt Peak            | Spacewatch           |
| 454828 | 2015 RH185             | 20 de febrer de 2006     | Kitt Peak            | Spacewatch           |
| 454829 | 2015 RF193             | 26 de juny de 2011       | Mount Lemmon         | Mt. Lemmon Survey    |
| 454830 | 2015 RS201             | 13 d'abril de 2004       | Kitt Peak            | Spacewatch           |
| 454831 | 2015 RU205             | 18 de desembre de 2007   | Mount Lemmon         | Mt. Lemmon Survey    |
| 454832 | 2015 RZ207             | 31 de març de 2008       | Kitt Peak            | Spacewatch           |
| 454833 | 2015 RA209             | 12 de desembre de 2006   | Kitt Peak            | Spacewatch           |
| 454834 | 2015 RM209             | 27 de desembre de 2006   | Mount Lemmon         | Mt. Lemmon Survey    |
| 454835 | 2015 RW213             | 18 de març de 2010       | Mount Lemmon         | Mt. Lemmon Survey    |
| 454836 | 2015 RY213             | 6 de setembre de 2004    | Siding Spring        | Siding Spring Survey |
| 454837 | 2015 RB217             | 11 d'octubre de 1993     | Kitt Peak            | Spacewatch           |
| 454838 | 2015 RS222             | 2 d'abril de 2013        | Mount Lemmon         | Mt. Lemmon Survey    |
| 454839 | 2015 RB226             | 4 de març de 2005        | Kitt Peak            | Spacewatch           |
| 454840 | 2015 RS226             | 15 de març de 2007       | Mount Lemmon         | Mt. Lemmon Survey    |
| 454841 | 2015 RC227             | 26 d'abril de 2006       | Kitt Peak            | Spacewatch           |
| 454842 | 2015 RY227             | 23 de novembre de 2006   | Kitt Peak            | Spacewatch           |
| 454843 | 2015 RH228             | 24 de setembre de 2000   | Socorro              | LINEAR               |
| 454844 | 2015 RJ233             | 6 de novembre de 2005    | Kitt Peak            | Spacewatch           |
| 454845 | 2015 RW234             | 31 d'octubre de 2005     | Catalina             | CSS                  |
| 454846 | 2015 RX237             | 24 de setembre de 2009   | Kitt Peak            | Spacewatch           |
| 454847 | 2015 RD238             | 26 de gener de 2006      | Mount Lemmon         | Mt. Lemmon Survey    |
| 454848 | 2015 RG239             | 18 de setembre de 2003   | Kitt Peak            | Spacewatch           |
| 454849 | 2015 RV239             | 9 de maig de 2005        | Kitt Peak            | Spacewatch           |
| 454850 | 2015 RX239             | 14 de març de 2013       | Kitt Peak            | Spacewatch           |
| 454851 | 2015 RF240             | 27 d'octubre de 2005     | Catalina             | CSS                  |
| 454852 | 2015 RX243             | 2 de novembre de 2000    | Socorro              | LINEAR               |
| 454853 | 2015 RG244             | 27 de febrer de 2012     | Kitt Peak            | Spacewatch           |
| 454854 | 2015 SU5               | 17 d'octubre de 2010     | Catalina             | CSS                  |
| 454855 | 2015 SN6               | 26 de març de 2009       | Kitt Peak            | Spacewatch           |
| 454856 | 2015 SY9               | 14 de gener de 2011      | Kitt Peak            | Spacewatch           |
| 454857 | 2015 SS10              | 24 d'octubre de 2005     | Kitt Peak            | Spacewatch           |
| 454858 | 2015 SS12              | 6 d'agost de 2010        | WISE                 | WISE                 |
| 454859 | 2015 SB13              | 19 de març de 2009 }     | Kitt Peak            | Spacewatch           |
| 454860 | 2015 SH16              | 20 de novembre de 2008   | Mount Lemmon         | Mt. Lemmon Survey    |
| 454861 | 2015 SE18              | 23 d'octubre de 2004     | Kitt Peak            | Spacewatch           |
| 454862 | 2015 SP18              | 3 d'octubre de 2006      | Mount Lemmon         | Mt. Lemmon Survey    |
| 454863 | 2015 SN19              | 8 d'octubre de 2008      | Mount Lemmon         | Mt. Lemmon Survey    |
| 454864 | 2015 SU19              | 13 de desembre de 2004 } | Campo Imperatore     | CINEOS               |
| 454865 | 2015 TE3               | 8 d'octubre de 2004      | Kitt Peak            | Spacewatch           |
| 454866 | 2015 TF13              | 23 de juliol de 2010     | WISE                 | WISE                 |
| 454867 | 2015 TK22              | 28 de setembre de 2000   | Kitt Peak            | Spacewatch           |
| 454868 | 2015 TB23              | 2 de desembre de 2005    | Kitt Peak            | Spacewatch           |
| 454869 | 2015 TY43              | 14 de març de 2010       | Mount Lemmon         | Mt. Lemmon Survey    |
| 454870 | 2015 TB57              | 10 de maig de 2002       | Kitt Peak            | Spacewatch           |
| 454871 | 2015 TD62              | 3 d'octubre de 2010      | Catalina             | CSS                  |
| 454872 | 2015 TZ62              | 9 d'octubre de 2004      | Kitt Peak            | Spacewatch           |
| 454873 | 2015 TK63              | 26 d'octubre de 2005     | Kitt Peak            | Spacewatch           |
| 454874 | 2015 TD64              | 17 d'agost de 2009       | Catalina             | CSS                  |
| 454875 | 2015 TZ64              | 1 de novembre de 2005    | Mount Lemmon         | Mt. Lemmon Survey    |
| 454876 | 2015 TD67              | 12 de març de 2007       | Kitt Peak            | Spacewatch           |
| 454877 | 2015 TR68              | 18 de novembre de 2001   | Kitt Peak            | Spacewatch           |
| 454878 | 2015 TU68              | 16 de setembre de 2010   | Kitt Peak            | Spacewatch           |
| 454879 | 2015 TH69              | 13 d'octubre de 2006     | Kitt Peak            | Spacewatch           |
| 454880 | 2015 TX69              | 22 de setembre de 2009   | Catalina             | CSS                  |
| 454881 | 2015 TJ72              | 11 de desembre de 2004   | Kitt Peak            | Spacewatch           |
| 454882 | 2015 TN72              | 11 de novembre de 1999   | Kitt Peak            | Spacewatch           |
| 454883 | 2015 TL75              | 25 de setembre de 2006   | Kitt Peak            | Spacewatch           |
| 454884 | 2015 TD76              | 12 de març de 2007       | Kitt Peak            | Spacewatch           |
| 454885 | 2015 TE76              | 6 d'octubre de 2004      | Kitt Peak            | Spacewatch           |
| 454886 | 2015 TW77              | 21 de desembre de 2005   | Catalina             | CSS                  |
| 454887 | 2015 TM78              | 29 d'octubre de 2010     | Kitt Peak            | Spacewatch           |
| 454888 | 2015 TD79              | 18 de desembre de 2004   | Mount Lemmon         | Mt. Lemmon Survey    |
| 454889 | 2015 TU79              | 14 d'octubre de 1998     | Caussols             | ODAS                 |
| 454890 | 2015 TL80              | 25 de febrer de 2010     | WISE                 | WISE                 |
| 454891 | 2015 TR86              | 21 d'abril de 2009       | Kitt Peak            | Spacewatch           |
| 454892 | 2015 TH88              | 21 d'abril de 2009       | Mount Lemmon         | Mt. Lemmon Survey    |
| 454893 | 2015 TN89              | 10 d'octubre de 2004     | Kitt Peak            | Spacewatch           |
| 454894 | 2015 TB90              | 13 d'octubre de 2006     | Kitt Peak            | Spacewatch           |
| 454895 | 2015 TJ90              | 2 d'octubre de 1999      | Kitt Peak            | Spacewatch           |
| 454896 | 2015 TQ93              | 31 de desembre de 1999   | Kitt Peak            | Spacewatch           |
| 454897 | 2015 TR95              | 26 de setembre de 2006   | Mount Lemmon         | Mt. Lemmon Survey    |
| 454898 | 2015 TP97              | 9 de novembre de 1999    | Kitt Peak            | Spacewatch           |
| 454899 | 2015 TR99              | 7 d'octubre de 2004      | Kitt Peak            | Spacewatch           |
| 454900 | 2015 TK102             | 16 d'octubre de 2006     | Catalina             | CSS                  |

## 454901–455000
| Nom    | Designació provisional | Data de descobriment   | Lloc de descobriment | Descobridor/s                                             |
| ------ | ---------------------- | ---------------------- | -------------------- | --------------------------------------------------------- |
| 454901 | 2015 TF103             | 30 de gener de 2011    | Mount Lemmon         | Mt. Lemmon Survey                                         |
| 454902 | 2015 TG103             | 22 d'octubre de 2006   | Catalina             | CSS                                                       |
| 454903 | 2015 TA110             | 17 de novembre de 2004 | Siding Spring        | Siding Spring Survey                                      |
| 454904 | 2015 TW113             | 14 de desembre de 2004 | Campo Imperatore     | CINEOS                                                    |
| 454905 | 2015 TF114             | 20 de novembre de 2004 | Kitt Peak            | Spacewatch                                                |
| 454906 | 2015 TE122             | 29 de febrer de 2008   | Mount Lemmon         | Mt. Lemmon Survey                                         |
| 454907 | 2015 TX129             | 28 d'agost de 2005     | Kitt Peak            | Spacewatch                                                |
| 454908 | 2015 TA130             | 29 de juliol de 1998   | Caussols             | ODAS                                                      |
| 454909 | 2015 TK131             | 30 de novembre de 2011 | Kitt Peak            | Spacewatch                                                |
| 454910 | 2015 TB132             | 6 de novembre de 2005  | Mount Lemmon         | Mt. Lemmon Survey                                         |
| 454911 | 2015 TE132             | 31 de març de 2008     | Kitt Peak            | Spacewatch                                                |
| 454912 | 2015 TM133             | 27 de febrer de 2006   | Mount Lemmon         | Mt. Lemmon Survey                                         |
| 454913 | 2015 TT135             | 9 de gener de 2006     | Kitt Peak            | Spacewatch                                                |
| 454914 | 2015 TC136             | 12 de març de 1996     | Kitt Peak            | Spacewatch                                                |
| 454915 | 2015 TJ136             | 14 de maig de 2004     | Kitt Peak            | Spacewatch                                                |
| 454916 | 2015 TN136             | 21 de juliol de 2006   | Mount Lemmon         | Mt. Lemmon Survey                                         |
| 454917 | 2015 TX137             | 25 de desembre de 2010 | Mount Lemmon         | Mt. Lemmon Survey                                         |
| 454918 | 2015 TW139             | 2 de desembre de 2010  | Kitt Peak            | Spacewatch                                                |
| 454919 | 2015 TR146             | 13 d'octubre de 2004   | Kitt Peak            | Spacewatch                                                |
| 454920 | 2015 TR147             | 7 de maig de 2006      | Kitt Peak            | Spacewatch                                                |
| 454921 | 2015 TV147             | 17 d'octubre de 2006   | Mount Lemmon         | Mt. Lemmon Survey                                         |
| 454922 | 2015 TH150             | 28 d'agost de 2006     | Kitt Peak            | Spacewatch                                                |
| 454923 | 2015 TR151             | 3 de març de 2007      | Kitt Peak            | Spacewatch                                                |
| 454924 | 2015 TE153             | 14 de setembre de 2005 | Kitt Peak            | Spacewatch                                                |
| 454925 | 2015 TP154             | 4 de setembre de 2008  | Kitt Peak            | Spacewatch                                                |
| 454926 | 2015 TL155             | 28 de setembre de 2011 | Mount Lemmon         | Mt. Lemmon Survey                                         |
| 454927 | 2015 TU157             | 29 d'agost de 2005     | Kitt Peak            | Spacewatch                                                |
| 454928 | 2015 TV157             | 21 de febrer de 2007   | Mount Lemmon         | Mt. Lemmon Survey                                         |
| 454929 | 2015 TG158             | 21 d'octubre de 2008   | Mount Lemmon         | Mt. Lemmon Survey                                         |
| 454930 | 2015 TS158             | 18 d'abril de 2009     | Kitt Peak            | Spacewatch                                                |
| 454931 | 2015 TC159             | 19 de febrer de 2010   | WISE                 | WISE                                                      |
| 454932 | 2015 TG159             | 2 d'abril de 2005      | Mount Lemmon         | Mt. Lemmon Survey                                         |
| 454933 | 2015 TB162             | 15 de juny de 2010 {   | Mount Lemmon         | Mt. Lemmon Survey                                         |
| 454934 | 2015 TC169             | 15 d'abril de 2007     | Catalina             | CSS                                                       |
| 454935 | 2015 TG171             | 15 de desembre de 2001 | Socorro              | LINEAR                                                    |
| 454936 | 2015 TL175             | 9 d'abril de 2010      | Mount Lemmon         | Mt. Lemmon Survey                                         |
| 454937 | 2015 TL176             | 17 de novembre de 2011 | Kitt Peak            | Spacewatch                                                |
| 454938 | 2015 TN177             | 21 d'agost de 2008     | Kitt Peak            | Spacewatch                                                |
| 454939 | 2015 TZ177             | 20 de novembre de 2007 | Mount Lemmon         | Mt. Lemmon Survey                                         |
| 454940 | 2015 TD180             | 11 de desembre de 2004 | Kitt Peak            | Spacewatch                                                |
| 454941 | 2015 TJ180             | 23 d'octubre de 1997   | Kitt Peak            | Spacewatch                                                |
| 454942 | 2015 TL184             | 31 de desembre de 1999 | Kitt Peak            | Spacewatch                                                |
| 454943 | 2015 TY187             | 8 d'octubre de 2010    | Kitt Peak            | Spacewatch                                                |
| 454944 | 2015 TS188             | 31 d'octubre de 2010   | Kitt Peak            | Spacewatch                                                |
| 454945 | 2015 TH191             | 1 de novembre de 2008  | Mount Lemmon         | Mt. Lemmon Survey                                         |
| 454946 | 2015 TY191             | 23 de setembre de 2008 | Mount Lemmon         | Mt. Lemmon Survey                                         |
| 454947 | 2015 TE192             | 17 de setembre de 1998 | Caussols             | ODAS                                                      |
| 454948 | 2015 TJ192             | 29 d'agost de 2011     | Siding Spring        | Siding Spring Survey                                      |
| 454949 | 2015 TK192             | 29 de març de 2008     | Kitt Peak            | Spacewatch                                                |
| 454950 | 2015 TZ192             | 14 de setembre de 2007 | Mount Lemmon         | Mt. Lemmon Survey                                         |
| 454951 | 2015 TJ193             | 29 d'abril de 2008     | Kitt Peak            | Spacewatch                                                |
| 454952 | 2015 TM193             | 17 de novembre de 2011 | Mount Lemmon         | Mt. Lemmon Survey                                         |
| 454953 | 2015 TO193             | 25 de desembre de 2005 | Kitt Peak            | Spacewatch                                                |
| 454954 | 2015 TK196             | 5 de desembre de 2005  | Kitt Peak            | Spacewatch                                                |
| 454955 | 2015 TA197             | 28 de setembre de 2006 | Mount Lemmon         | Mt. Lemmon Survey                                         |
| 454956 | 2015 TN197             | 30 d'octubre de 2010   | Mount Lemmon         | Mt. Lemmon Survey                                         |
| 454957 | 2015 TY197             | 6 d'abril de 2008      | Kitt Peak            | Spacewatch                                                |
| 454958 | 2015 TJ198             | 7 d'octubre de 1996    | Kitt Peak            | Spacewatch                                                |
| 454959 | 2015 TK198             | 8 d'octubre de 2004    | Kitt Peak            | Spacewatch                                                |
| 454960 | 2015 TB199             | 20 de novembre de 2008 | Kitt Peak            | Spacewatch                                                |
| 454961 | 2015 TH199             | 10 de juliol de 2007   | Siding Spring        | Siding Spring Survey                                      |
| 454962 | 2015 TM200             | 10 d'octubre de 2004   | Socorro              | LINEAR                                                    |
| 454963 | 2015 TP202             | 17 de setembre de 2004 | Socorro              | LINEAR                                                    |
| 454964 | 2015 TZ202             | 29 d'octubre de 2005   | Catalina             | CSS                                                       |
| 454965 | 2015 TF203             | 11 d'octubre de 1997   | Kitt Peak            | Spacewatch                                                |
| 454966 | 2015 TQ204             | 29 de setembre de 2000 | Anderson Mesa        | LONEOS                                                    |
| 454967 | 2015 TS204             | 9 d'octubre de 2004    | Socorro              | LINEAR                                                    |
| 454968 | 2015 TU204             | 3 de novembre de 2004  | Kitt Peak            | Spacewatch                                                |
| 454969 | 2015 TV204             | 1 d'agost de 1997      | Kitt Peak            | Spacewatch                                                |
| 454970 | 2015 TD205             | 16 de març de 2007     | Mount Lemmon         | Mt. Lemmon Survey                                         |
| 454971 | 2015 TE206             | 8 d'octubre de 2004    | Kitt Peak            | Spacewatch                                                |
| 454972 | 2015 TL207             | 3 de setembre de 2008  | Kitt Peak            | Spacewatch                                                |
| 454973 | 2015 TU208             | 14 de setembre de 2009 | Catalina             | CSS                                                       |
| 454974 | 2015 TV208             | 3 de juliol de 2005    | Kitt Peak            | Spacewatch                                                |
| 454975 | 2015 TF209             | 30 de desembre de 2005 | Mount Lemmon         | Mt. Lemmon Survey                                         |
| 454976 | 2015 TG209             | 15 de setembre de 2004 | Kitt Peak            | Spacewatch                                                |
| 454977 | 2015 TX209             | 30 de desembre de 2008 | Mount Lemmon         | Mt. Lemmon Survey                                         |
| 454978 | 2015 TU210             | 18 de setembre de 2003 | Kitt Peak            | Spacewatch                                                |
| 454979 | 2015 TC211             | 16 de març de 2007     | Kitt Peak            | Spacewatch                                                |
| 454980 | 2015 TA214             | 26 de setembre de 2006 | Kitt Peak            | Spacewatch                                                |
| 454981 | 2015 TS219             | 7 de març de 2008      | Kitt Peak            | Spacewatch                                                |
| 454982 | 2015 TU219             | 22 de desembre de 2008 | Mount Lemmon         | Mt. Lemmon Survey                                         |
| 454983 | 2015 TG221             | 4 de novembre de 1999  | Kitt Peak            | Spacewatch                                                |
| 454984 | 2015 TT223             | 11 d'octubre de 1997   | Palomar              | van Houten, C. J., van Houten-Groeneveld, I., Gehrels, T. |
| 454985 | 2015 TC224             | 20 de desembre de 2004 | Mount Lemmon         | Mt. Lemmon Survey                                         |
| 454986 | 2015 TJ224             | 16 de setembre de 2003 | Kitt Peak            | Spacewatch                                                |
| 454987 | 2015 TS229             | 5 de desembre de 2002  | Socorro              | LINEAR                                                    |
| 454988 | 2015 TG231             | 29 d'octubre de 2006   | Catalina             | CSS                                                       |
| 454989 | 2015 TV231             | 21 de setembre de 2004 | Anderson Mesa        | LONEOS                                                    |
| 454990 | 2015 TZ232             | 19 de març de 2009     | Kitt Peak            | Spacewatch                                                |
| 454991 | 2015 TG233             | 2 de març de 2006      | Kitt Peak            | Spacewatch                                                |
| 454992 | 2015 TY233             | 10 d'octubre de 2005   | Catalina             | CSS                                                       |
| 454993 | 2015 TG241             | 21 de novembre de 2009 | Mount Lemmon         | Mt. Lemmon Survey                                         |
| 454994 | 2015 TE242             | 11 d'agost de 2007     | Anderson Mesa        | LONEOS                                                    |
| 454995 | 2015 TV242             | 15 de desembre de 2004 | Kitt Peak            | Spacewatch                                                |
| 454996 | 2015 TM243             | 20 d'octubre de 1998   | Caussols             | ODAS                                                      |
| 454997 | 2015 TP243             | 5 d'octubre de 2004    | Kitt Peak            | Spacewatch                                                |
| 454998 | 2015 TQ243             | 14 de març de 2007     | Kitt Peak            | Spacewatch                                                |
| 454999 | 2015 TH246             | 25 d'agost de 2001     | Kitt Peak            | Spacewatch                                                |
| 455000 | 2015 TD248             | 30 de març de 2008     | Kitt Peak            | Spacewatch                                                |